# Bataille de Diên Biên Phu
Guerre d’Indochine
Batailles
- Opération Masterdom
- Bataille de Hanoï
- Opération Léa
- Bataille de Phu Tong Hoa
- Bataille de la RC 4
- Bataille de Vĩnh Yên
- Bataille de Mao Khê
- Bataille de Nghia Lo
- Bataille de Hòa Bình
- Opération Lorraine
- Bataille de Na San
- Bataille de Muong Khoua
- Opération Atlante
- Opération Camargue
- Opération Hirondelle
- Opération Brochet
- Opération Mouette
- Opération Castor
- Bataille de Diên Biên Phu
- Opération D
- Bataille du col de Mang Yang
- Extension au Laos

La bataille de Diên Biên Phu est un affrontement de la guerre d'Indochine qui oppose les troupes de l'Union française aux forces du Việt Minh. Elle s'articule autour des différents assauts lancés entre le 13 mars et le 7 mai 1954 et constitue l'affrontement décisif de l'opération Castor. La victoire des forces du Viêt Minh (commandées par le général Giáp) contre le corps expéditionnaire français et l'Armée nationale vietnamienne (composé de diverses unités de l’armée française, des troupes coloniales et autochtones, sous le commandement du colonel de Castries — promu général durant la bataille —), entraîne la chute de la ville et de sa plaine environnante et contribue à accélérer les négociations engagées à Genève pour le règlement des conflits en Asie (Corée et Indochine).
Cette bataille, localisée près de la ville de Diên Biên Phu (en vietnamien : Ðiện Biên Phủ), se termina le 7 mai 1954 par arrêt du feu, selon les consignes reçues de l'état-major français à Hanoï. Hormis l'embuscade du groupe mobile 100 entre An Khê et Pleiku, en juin 1954, la bataille de Diên Biên Phu fut le dernier affrontement majeur de la guerre d'Indochine.
La France quitta la partie nord du Viêt Nam, après les accords de Genève signés en juillet 1954, qui instaurèrent une partition du pays de part et d'autre du 17e parallèle nord.
En métropole, la défaite de Diên Biên Phu provoque la chute du gouvernement Joseph Laniel (2).

## Contexte

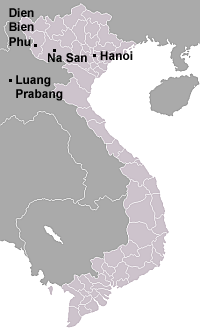
Localisation de Diên Biên Phu dans le Haut-Tonkin.

### Guerre d'Indochine
Depuis 1946, la France a engagé des moyens militaires importants en Indochine afin de combattre le Việt Minh (organisation armée du Parti communiste vietnamien), dirigé par Hô Chi Minh qui lutte pour l'indépendance. Les Français ont ensuite établi un État indépendant au sein de l'Union française au Viêt Nam, mais les troupes françaises y sont restées en raison de la guerre. Les généraux se succédaient — Philippe Leclerc de Hauteclocque, Jean-Étienne Valluy, Roger Blaizot, Marcel Carpentier, Jean de Lattre de Tassigny et Raoul Salan — sans réussir à mettre fin à l'insurrection Viêt Minh. En 1953, la guerre d'Indochine n'évoluait pas en faveur de la France. Pendant la campagne 1952–53, le Việt Minh avait occupé de larges portions de territoires du Laos, un allié de la France et voisin occidental du Viêt Nam, avançant aussi loin que Luang Prabang et la plaine des Jarres. Les Français ne purent freiner son avance et le Việt Minh n'interrompit sa progression que lorsque ses voies de communication, toujours plus étirées, devinrent impraticables. Réalisant qu'ils ne pouvaient pas aider le gouvernement vietnamien pro-français à détruire les rebelles communistes, les Français espéraient négocier avec le Việt Minh avec une position plus forte pour mettre fin à la guerre honorablement.

### Bataille de Na San
À partir de la mi-1952, le corps expéditionnaire français en Extrême-Orient (CEFEO) tente de bloquer l'avancée des troupes du Viêt Minh vers le Laos. Les Français avaient commencé à renforcer leurs défenses dans la région du delta de Hanoï pour préparer une série d'offensives contre les zones de regroupement Viêt Minh au nord-ouest du Viêt Nam. Ils avaient fortifié les villes et des avant-postes dans la zone, jusqu'à Lai Chau près de la frontière chinoise au nord, Na San à l'ouest d'Hanoï, et la plaine des Jarres dans le Nord du Laos.
La stratégie française est inspirée des techniques de combat Chindits : créer une enclave dans la jungle au milieu du territoire ennemi, une base opérationnelle ravitaillée par le transport aérien et permettant le contrôle d'une large zone forestière. Les Français vont conforter ce concept avec un important appui-feu : des mortiers, des mitrailleuses lourdes et une quantité énorme de munitions. Cette tactique du « camp-hérisson » fortement protégé avait été employée avec succès lors de la bataille de Na San, en octobre et décembre 1952, où un premier camp retranché avait été mis en place.

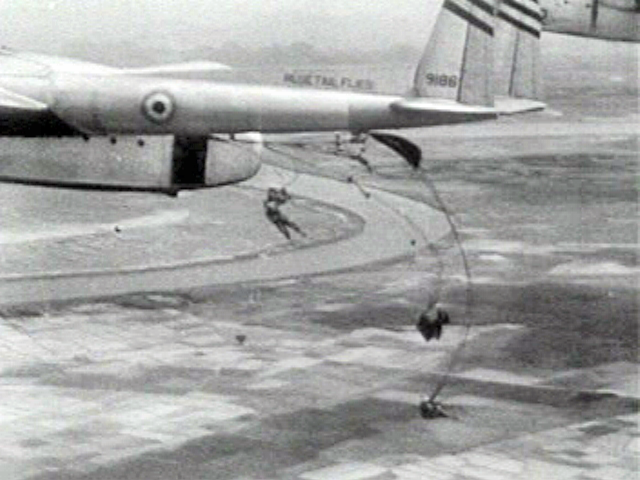
Parachutistes sautant d'un C-119 Flying Boxcar.

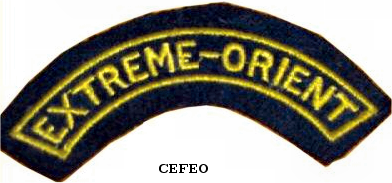
Insigne du CEFEO.

En mai 1953, le président du Conseil français, René Mayer, nomma le général Henri Navarre au commandement des forces de l'Union française en Indochine. Mayer donna à Navarre pour simple ordre de mission : créer les conditions militaires qui permettront d'amener une « solution politique honorable ». En arrivant, Navarre fut choqué par ce qu'il trouva. Aucun plan à long terme n'avait été élaboré depuis le départ de de Lattre, les opérations étant purement conduites sur un mode réactif, en réponse aux mouvements ennemis. Il n'y avait pas de plan pour développer l'organisation et améliorer l'équipement du corps expéditionnaire.
Après avoir évacué la base de Na San du 7 au 12 août 1953, Navarre élabore un plan sur plusieurs années : tout d'abord une attitude défensive dans le Tonkin, avec néanmoins des opérations ponctuelles (« Hirondelle », « Camargue » et « Mouette »), tout en continuant la pacification de la Cochinchine en attendant que l'Armée nationale vietnamienne prenne le relais ; lorsque la situation s'est améliorée, reprendre l'offensive. Giáp a écrit dans un de ses livres que ce plan l'avait beaucoup inquiété, d'où sa reprise de l'avancée des forces viet minh en août 1953. Renseigné sur ces mouvements, le commandement français décide alors de créer un second camp à Diên Biên Phu.

### Site de Diên Biên Phu
Diên Biên Phu  est une plaine en forme de cuvette (la plus grande du Nord après le delta du fleuve Rouge) située au nord-ouest du Viêt Nam dans la province de Lai Châu dans le haut Tonkin, et au centre de laquelle se trouve le petit village de Diên Biên Phu. Elle se trouve à proximité des frontières chinoise et laotienne, en plein Pays Taï (pays des tai dam).

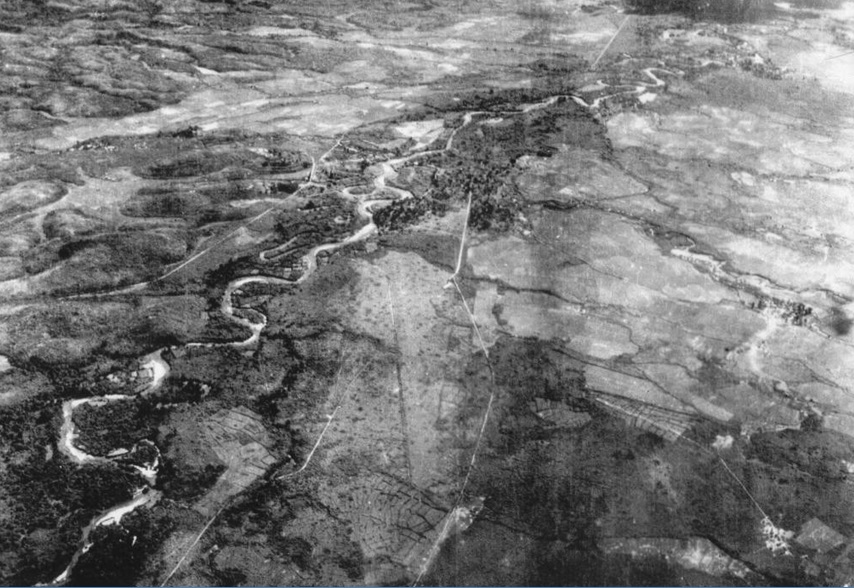
Vue aérienne du site en 1953.

En vietnamien, Ðiện désigne une administration, Biên un espace frontalier et Phủ un district, soit en français « chef-lieu d'administration préfectorale frontalière ». En langue tai, la ville se nomme Muong Tenh, muong, désignant le lieu, pays ou ville et tenh, le ciel.
La plaine est couverte de rizières et de champs, avec le village proprement dit, et une rivière, la Nam Youn, qui la traverse. C'est le seul endroit plat à des centaines de kilomètres à la ronde, avec une altitude moyenne de 400 mètres. L'habitat, essentiellement de maisons sur pilotis, est dispersé. La vallée comporte un ancien aérodrome aménagé par les Japonais durant la Seconde Guerre mondiale. Il est orienté dans le sens nord-sud et dispose de deux pistes plus ou moins parallèles à la rivière.
La vallée, aussi orientée nord-sud, a une longueur de 17 kilomètres. La largeur d'est en ouest varie de cinq à sept kilomètres. À l'est et au nord-est se trouve une zone de petites collines grimpant progressivement vers des sommets boisés qui s'étagent entre 1 000  et   1 300 mètres. La dénivellation entre la vallée et les cimes des montagnes varie de 600 à 700 mètres.
Son climat tropical est très humide en période de mousson. Le ciel y est alors couvert avec un plafond très bas, ce qui explique pour partie les difficultés opérationnelles (notamment d'intervention aérienne) lors de la bataille.
Diên Biên Phu est relié au reste du pays par la route provinciale 41 (RP 41), qui conduit à Hanoï, et par une piste qui se dirige au nord vers la Chine, via Laï Chau, capitale du Pays Taï.

### Opération Castor

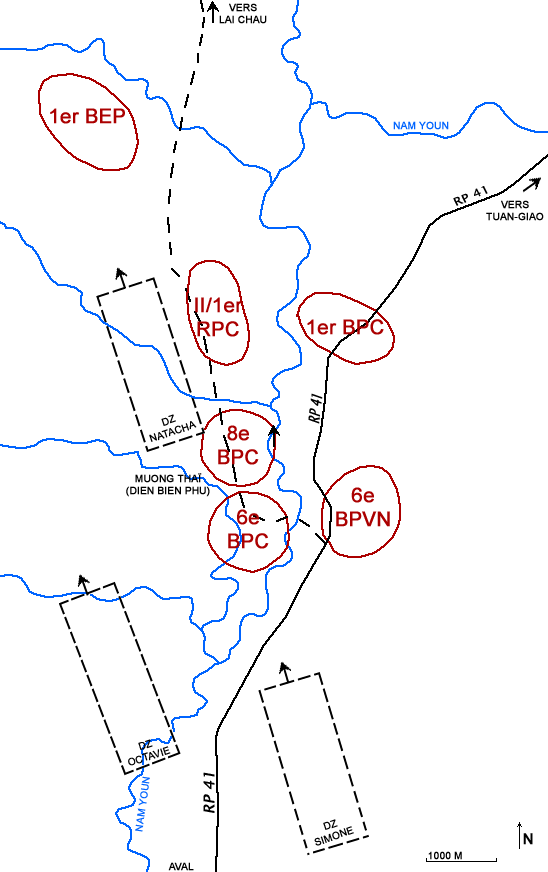
Diên Biên Phu. Description des zones de saut le 20 novembre 1953.

Au matin du 20 novembre 1953, dans le cadre de l'opération Castor, deux bataillons de parachutistes français, le 6e bataillon de parachutistes coloniaux (6e BPC), du chef de bataillon Bigeard, et le deuxième bataillon du 1er régiment de chasseurs parachutistes (II/1er RCP) du chef de bataillon Bréchignac s’emparent de la vallée de Diện Biên Phu, défendue par un détachement peu important de l’armée việt minh. D’autres unités parachutistes sont larguées en renfort dans l’après-midi et les jours qui suivent, notamment le 1er bataillon de parachutistes coloniaux (1er BPC), du chef de bataillon Souquet, le 1er bataillon étranger de parachutistes (1er BEP) du chef de bataillon Guiraud, le 8e bataillon de parachutistes de choc (8e BPC) du capitaine Tourret et le 5e bataillon de parachutistes vietnamiens (5e BPVN) du chef de bataillon Bouvery.
L’ancienne piste d’atterrissage construite par les Japonais durant la Seconde Guerre mondiale doit être rénovée, et après avoir réussi le parachutage d’un bulldozer, le génie se met à l'œuvre. Le 25 novembre, un premier avion se pose à Diên Biên Phu, et s’ensuit un acheminement d’hommes, de matériel, d’armes et de munitions. Cette noria aérienne va fonctionner pendant quatre mois pour créer, ravitailler et renforcer le camp retranché. Le matériel lourd (artillerie et blindés) est démonté à Hanoï, transporté en pièces détachées, puis remonté à l’arrivée.
Peu à peu, les unités parachutistes sont relevées par des unités d’infanterie envoyées de Hanoï, à l'exception du 1er BEP et du 8e BPC qui resteront à « DBP » jusqu'à la fin des combats. Les nouveaux arrivants aménagent des emplacements de combat, édifient des fortins en utilisant le bois de certaines habitations du village, de la tôle et des poutres, creusent un vaste réseau de tranchées et installent des mines et des réseaux de fil de fer barbelé. Le commandement n’a pas jugé la menace suffisante pour améliorer la résistance des fortifications en les bétonnant.

### Organisation du camp retranché

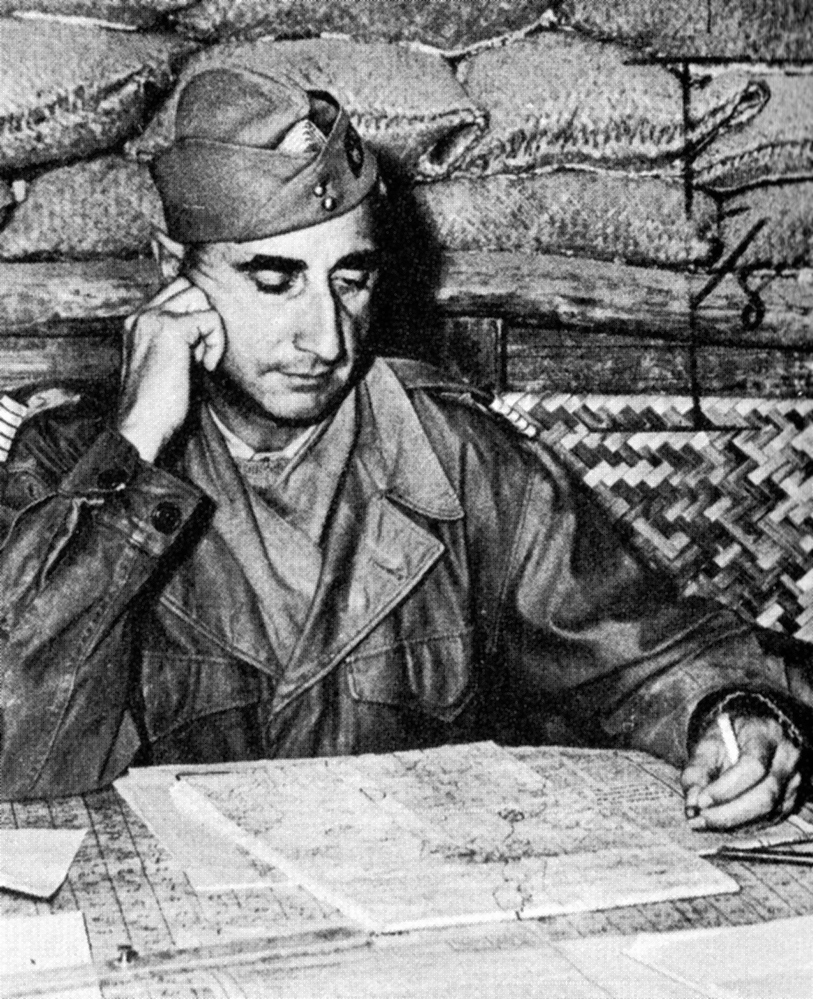
Le futur général de Castries, commandant du camp retranché de Diên Biên Phu.

Le camp est conçu pour assurer la défense de la piste d’aviation de 1 000 mètres de long par où doivent arriver tous les ravitaillements et les renforts.

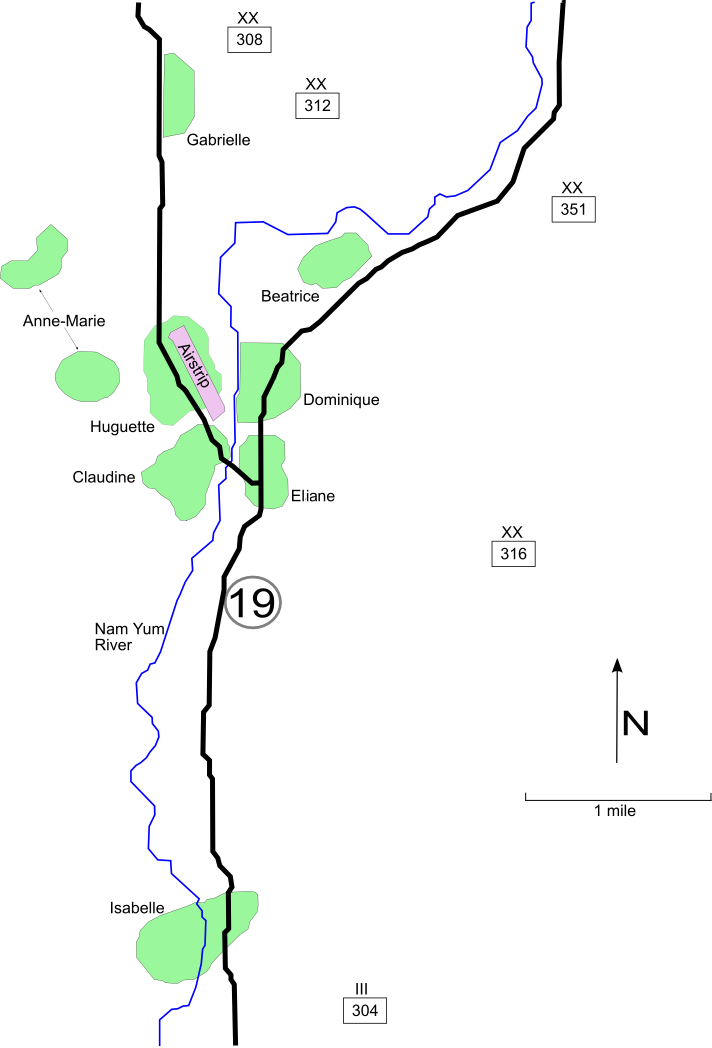
Dispositif de bataille à Diên Biên Phu en mars 1954 - En vert les PA français et position en noir des cinq divisions viêt minh.

Autour de cette piste sont implantés quatre points d’appui constituant le centre principal de résistance. Le colonel de Castries baptise de noms féminins ces différents points d’appui (PA). Le centre principal de résistance comprend donc :
- à l’ouest de la piste d'atterrissage, dans la rizière, les différents PA « Huguette » tenus par le I/2e REI
- à l’est de la rivière Nam Youm, les PA « Dominique », où se trouve la plus haute position du camp retranché (« Dominique 2 »), tenus par le III/3e RTA
- au sud de la piste, dans la rizière, le PA « Claudine » qui comprend le PC opérationnel, des batteries d’artillerie et le groupement d’intervention GAP 2, composé du 8e choc et du 1er BEP
- au sud-est, sur les collines surplombant la Nam Youm, en dessous de « Dominique 2 », les PA « Éliane » tenus par le I/4e RTM.

Le centre principal de résistance est couvert :
- au nord-est, par le PA « Béatrice », constitué de trois collines tenues par le troisième bataillon de la 13e demi-brigade de Légion étrangère (III/13e DBLE)
- au nord par le PA « Gabrielle », sur un piton allongé dans le prolongement de la piste, également tenu par le V/7e RTA
- au nord-ouest, sur un plateau, par le PA « Anne-Marie » tenu par des éléments thaï.

Un point d'appui éloigné, « Isabelle », a été implanté à 5 km au sud du dispositif principal, le long de la Nam Youm. Il a été établi le 15 décembre 1953 par le II/1er RTA puis renforcé en janvier 1954 par un bataillon de la Légion étrangère, le III/3e REI, deux batteries d’artillerie de 105 du 3/10 RAC, un peloton de chars. Commandé par le colonel Lalande, la mission essentielle du point d'appui est d'appuyer de ses feux le centre de résistance principal.

### Préparation viêt minh
De son côté, le Việt Minh fait acheminer des canons et du matériel lourd en pièces détachées sur des pistes qu'il a tracées dans la jungle montagneuse, invisibles aux avions d'observation français. Les services secrets français en étaient toutefois très bien informés, mais la position de l’État-major est que l'artillerie Việt Minh serait immédiatement détruite par des tirs de contre-batterie des canons de la base ; personne n'a pensé que les canons ennemis seraient enfouis dans des grottes, donc indécelables. 
Bien que le mythe du transport à dos d'hommes et à vélo, de l'artillerie Việt Minh perdure, notamment avec les films de propagande de l'époque, dans les faits, le Viêt Minh a utilisé des camions d'origine soviétique, positionnant ainsi des pièces d'artillerie qui permettront un pilonnage des positions françaises. L'armée française a laissé faire par négligence et excès d'esprit de supériorité. Le transport du matériel léger et des vivres est réalisé à dos d'homme et sur des vélos. sur une route tracée par l'armée viêt minh à travers la jungle et les flancs des montagnes qui entourent Diên Biên Phu.
Il enverra régulièrement des patrouilles pour tester les défenses françaises avant l'assaut. Les Français feront de même en tentant quelques sorties hors du camp. Mais ils s'apercevront qu'au-delà d'un certain périmètre, ils ne peuvent plus avancer du fait de la pression ennemie. Dès lors, ils ont l'impression d'être complètement encerclés. De plus, quelques obus ont atterri dans l'enceinte du camp et certains militaires français évoquent alors l'existence possible d'un ou plusieurs canons isolés du côté ennemi.
Néanmoins, ces escarmouches n'inquiètent pas outre mesure l'état-major qui attend un assaut massif. 
La victoire du Viet Minh sur les Français dans cette bataille et tout au long de la guerre fut sans aucun doute due à l'énorme soutien de la Chine. L'attaque devait initialement être menée rapidement, mais le conseiller chinois Wei Guoqing a conseillé au Việt Minh de retirer son artillerie et d'appliquer des tactiques de siège. La date du début de l'attaque a été repoussée, et non plus au 25 janvier 1954 ; parce que la Chine voulait que la Conférence de Berlin (qui discutait de l'Allemagne et de l'Indochine et s'ouvrait le même jour) accepte la demande de l'Union soviétique que la Chine soit autorisée à assister à la Conférence de Genève en avril. Des tactiques de creusement de tranchées ont été utilisées par le Việt Minh à Diên Biên Phu sur les conseils chinois, et les pelles ont été fournies par la Chine. Pour servir cette bataille, la Chine a fourni au Việt Minh plus de 200 véhicules, plus de 10 000 barils de pétrole, plus de 3 000 armes à feu de différents types, 2 400 000 balles, plus de 100 canons de différents types, plus de 60 000 obus et roquettes, 1 700 tonnes de nourriture, ainsi qu'une importante quantité de médicaments, d'armes et d'explosifs. La Chine a envoyé deux bataillons d'artillerie de l'Armée populaire de libération pour combattre lors du siège de Dien Bien Phu le 6 mai 1954, avec un bataillon utilisant des systèmes de lance-roquettes multiples soviétiques Katyusha contre les forces françaises encerclées dans la vallée de Dien Bien Phu.

## Bataille
La prise du camp de Dien Bien Phu par les troupes du général Giáp s'est déroulée en trois phases principales.

### Premiers assauts des 13 et 15 mars 1954

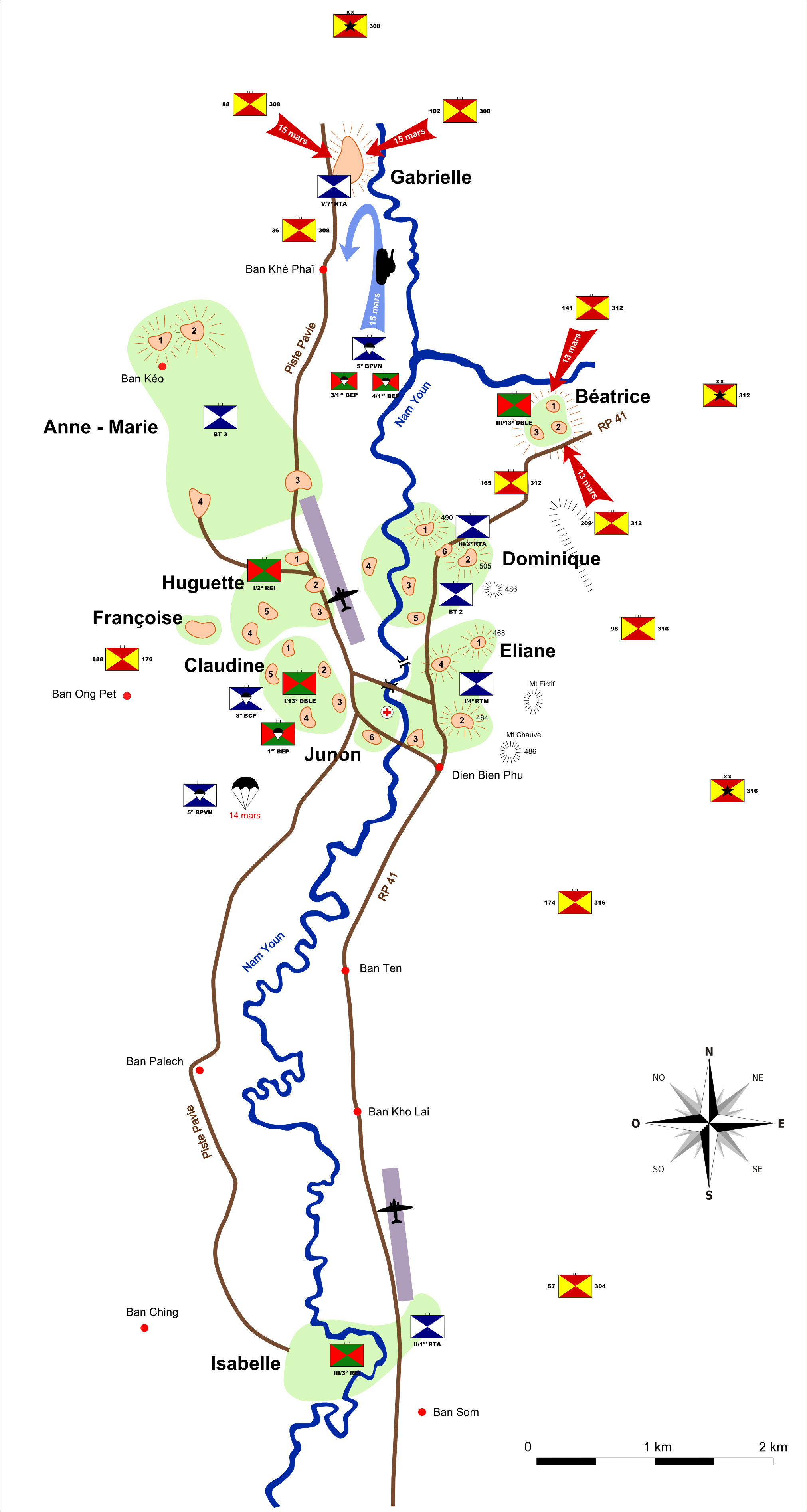
Les positions françaises du 13 au 15 mars 1954 et les premiers assauts viêt minh.

L'attaque débute le 13 mars vers 17 h 15 par une intense préparation d'artillerie visant le centre de résistance Béatrice, l'un des PA les plus éloignés du dispositif, tenu par le 3e bataillon de la 13e demi-brigade de Légion étrangère (III/13e DBLE), commandé par le chef de bataillon Pégot. L'attaque n'est pas une surprise pour les défenseurs, puisque les services de renseignement français avaient correctement prévu l'endroit et l'heure où elle se déclencherait, mais la puissance de feu de l'artillerie viêt minh cause un véritable choc. Le point d'appui est écrasé par les obus de canons et de mortiers lourds. Il en reçoit des milliers en l'espace de deux ou trois heures. Les abris, non conçus pour résister à des projectiles de gros calibre, sont pulvérisés. Le chef de bataillon Pégot et ses adjoints directs sont tués dans les premières minutes du combat, par un coup direct frappant leur abri. Les liaisons radio avec le centre du camp sont coupées, empêchant les défenseurs de Béatrice de régler correctement les tirs de l'artillerie française.

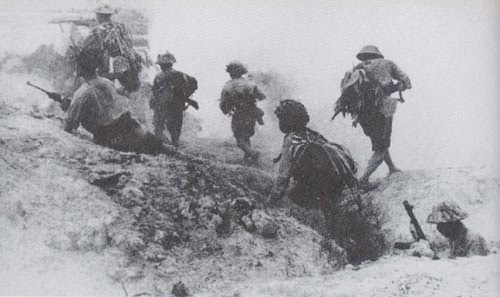
Soldats viêt minh durant un assaut.

L'assaut du Viêt Minh est donné par les 141e et 209e régiments de la division 312 qui s'élancent des tranchées réalisées à proximité du centre de résistance.
Sans officier pour les diriger, sans appui d'artillerie, les légionnaires, livrés à eux-mêmes, mènent un combat désespéré contre les fantassins viêt minh qui utilisent la technique de la vague humaine, qui consiste à envoyer un maximum de soldats, au mépris des pertes, pour submerger l'ennemi par le nombre, certains n'hésitant pas à se faire sauter sur les barbelés pour permettre à leurs camarades de passer derrière eux. Le centre de résistance tombe peu avant minuit, après plusieurs heures de combat au corps à corps.
Pour ajouter à la confusion dans les rangs français, au cours de la même nuit, le lieutenant-colonel Gaucher, chef de corps de la 13e DBLE et commandant du sous-secteur centre, est également tué dans son abri par un coup direct de l'artillerie viêt minh.
À l'issue de cette première nuit d'affrontement, les Français réalisent soudain que, contre toute attente, le Viêt Minh a été capable d'amener et de camoufler autour du camp un nombre important de pièces d'artillerie de calibre 105 mm, alors que le 2e bureau de l'état-major français pensait qu'ils ne pourraient au pire amener que des pièces légères, de calibre 75 au plus. Jamais par la suite l'artillerie française ne sera dans cette bataille en mesure de faire taire les canons viêt minh, pas plus que les bombardiers de l'Armée de l'air ni les chasseurs-bombardiers en piqué de l'Aéronavale.
Constatant cet échec, le colonel Charles Piroth, commandant l'ensemble des unités d'artillerie à DBP, qui avait affirmé au commandement être en mesure de contre-battre l'artillerie viêt minh avec ses canons de 155 mm, se suicide le 15 mars dans son abri.
Le 14 mars vers 20 h, deux régiments de la division 308 attaquent le centre de résistance Gabrielle, tenu par le 5e bataillon du 7e régiment de tirailleurs algériens (V/7e RTA) commandé par le chef de bataillon de Mecquenem. Utilisant la même tactique que pour Béatrice, forte préparation d'artillerie et assaut d'infanterie par vagues successives, le Viêt Minh grignote peu à peu la position. Les « Turcos », surnom donné aux tirailleurs, se défendent durement toute la nuit et réussissent à repousser plusieurs assauts, incitant Giáp à ordonner le repli de la 308 à 2 h 30.

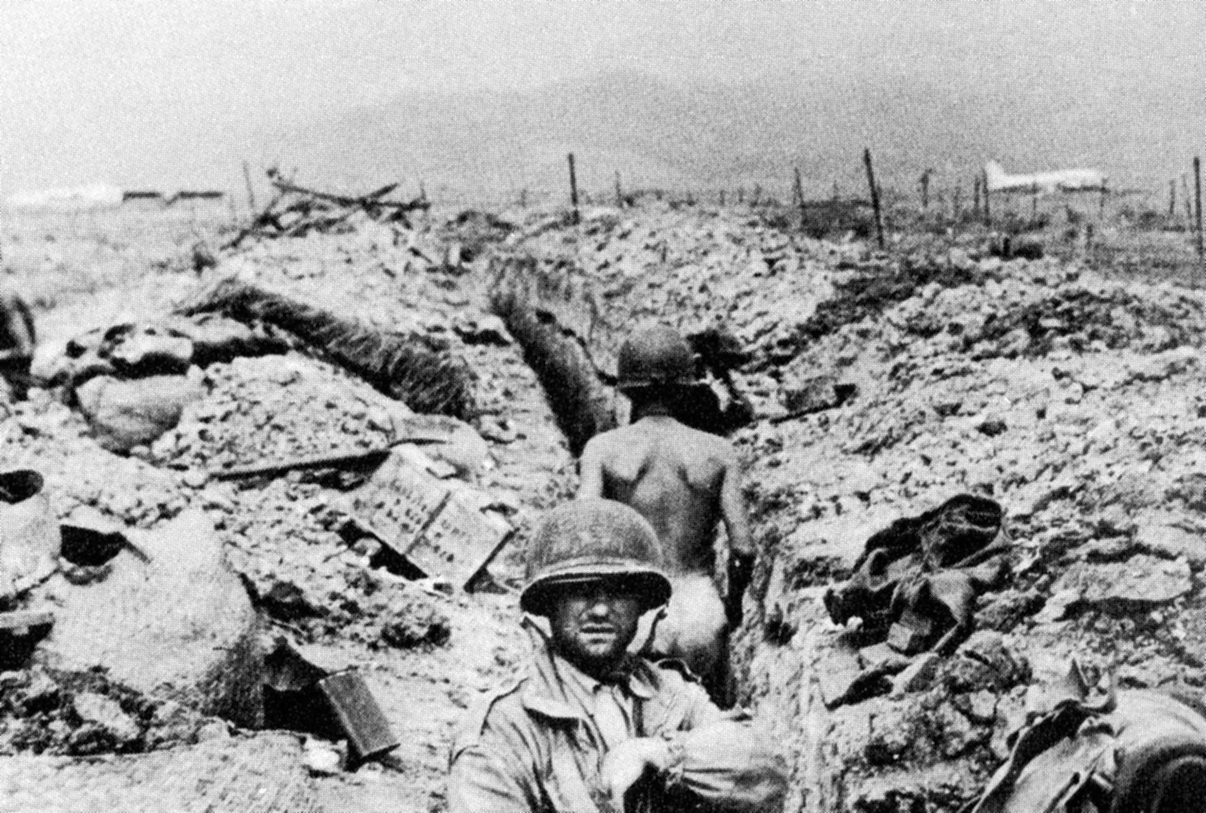
Troupes françaises dans les tranchées.

Quand l'attaque reprend à 3 h 30 après une nouvelle préparation d'artillerie, des troupes fraîches de la division 312 sont également engagées. Le V/7e RTA est submergé et doit finalement abandonner la position le 15 mars au petit matin, rejoint trop tard par un élément de contre-attaque constitué de 6 chars du 1er régiment de chasseurs à cheval, d'éléments du 1er BEP et du 5e BPVN parachuté en renfort dans l'après-midi du 14 mars. Aux alentours de 13h, les soldats Viet Minh viennent à bout de l'ultime défenseur de Gabrielle, le caporal-chef Slimane.
À l'occasion de cette contre-attaque manquée, l'attitude au feu du 5e BPVN fera l'objet sur le moment de nombreuses critiques, certains, dont le lieutenant-colonel Langlais (adjoint de Castries), lui reprochant, en termes peu aimables, un « manque de punch » pendant l'action. Ce fut une des nombreuses polémiques qui surgirent au cours de la bataille et qui font parfois encore débat aujourd'hui parmi les spécialistes. À la décharge du 5e BPVN, d'autres, plus tard, feront valoir qu'il n'était pas forcément judicieux de confier une mission de contre-attaque à une unité qui, parachutée la veille, n'avait pas eu le temps de se reposer et connaissait mal le terrain, alors qu'un bataillon comme le 8e choc, présent à Diên Biên Phu sans discontinuer depuis quatre mois, ayant eu le temps de se familiariser avec le terrain et de reconnaître les itinéraires de contre-attaque, aurait eu plus de chances de réussir. Quoi qu'il en soit, le chef de corps, le capitaine Botella, prit, à l'issue de l'engagement, des mesures drastiques en rétrogradant au rang de simple soldat des officiers qui avaient fait preuve de faiblesse et en transformant en coolies les soldats qui ne s'étaient pas correctement comportés à ses yeux. Ainsi « purgé », le 5e BPVN poursuivra le combat jusqu'à la fin de la bataille.

### Période d'accalmie du 15 au 30 mars
Ayant subi des pertes au cours de ces deux premières attaques, le général Giáp est contraint d'observer une pause, pour réorganiser ses unités durement éprouvées, reconstituer ses stocks de munitions et faire creuser des tranchées pour s'approcher des PA. Parallèlement, le Haut-Commandement français décide aussi l'envoi de renforts et le 6e BPC est parachuté dans l'après-midi du 16 mars. Le retour à Diên Biên Phu du « bataillon Bigeard » contribue à remonter le moral de la garnison, choquée par la tournure prise par les évènements. Malgré l'arrivée de Bigeard, le 3e bataillon Thaï posté sur Anne-Marie connait des défections, entre le 15 et le 17 mars le quart des effectifs disparait. Les PA n°1 et 2 d'Anne-Marie le dernier PA du secteur Nord sont contraint à l'abandon faute d'effectif, les PA n°3 et 4 sont rattachés à Huguette et deviennent Huguette 6 et 7. Quant au 3e bataillon Thaï, qui était formé à l'origine pour réaliser des actions mobiles dans le Haut Tonkin et non des combats de position comme à Dien Bien Phu, il est dissout ses unités seront dispatchées entre les différentes unités du camp même chez les PIM.
Après une phase d'assaut frontal, très coûteuse en vies humaines, Giáp opte pour une tactique de harcèlement du camp retranché. Les artilleurs du Viêt Minh s'appliquent à bombarder tous les points importants du camp retranché, en particulier la piste d'atterrissage qui devient rapidement inutilisable de jour et bientôt aussi de nuit. Le dernier avion décolle de Diên Biên Phu le 27 mars 1954. Dès lors, le cordon ombilical qui reliait le camp à Hanoï est coupé, réduisant d'autant les possibilités de ravitaillement et, surtout, rendant impossible l'évacuation des blessés. L'avion qui la transportait ayant été endommagé, puis détruit, par l'artillerie viêt minh, après s'être posé pour tenter d'évacuer des blessés, la convoyeuse de l'Air Geneviève de Galard se retrouve bloquée dans le camp retranché, où elle passera le reste de la bataille, à travailler comme infirmière à l'antenne chirurgicale du médecin-commandant Grauwin. Elle deviendra célèbre sous le nom d'« ange de Dien Bien Phu » (Dien Bien Phu angel) qui lui sera donné par la presse anglophone. La légende qui fait d'elle la seule femme dans le camp oublie le BMC d'une vingtaine de prostituées, essentiellement vietnamiennes, qui devinrent aussi infirmières. Ces prostituées, d'après un rescapé Bernard Ledogar, parachutiste, ne furent pas infirmières mais aide-soignantes. Les grands blessés ne sont plus capables d'uriner ou de déféquer sous contrôle, leur tâche principale était de les laver régulièrement. Enfin, lorsque le camp cessa le combat, elles furent exécutées par le Viêt Minh.
Des opérations sont montées tous les jours pour assurer la liaison terrestre avec le point d'appui Isabelle, situé au sud du centre de résistance principal. Au fil du temps, ces opérations d'« ouverture de route » deviennent de plus en plus lourdes et dangereuses, et le 23 mars 1954, au cours de l'une d'elles, le 1er BEP perd 9 hommes, dont 3 officiers (les lieutenants Lecocq, Raynaud et Bertrand) et plus de 20 blessés, dans une embuscade tendue par des éléments du Viêt Minh infiltrés. Devant les pertes subies, les liaisons quotidiennes avec Isabelle sont finalement abandonnées : ce point d'appui, commandé par le lieutenant-colonel Lalande, combattra jusqu'à la fin de la bataille de façon autonome.
Le 28 mars, le 6e BPC, appuyé par le 8e BPC lance une contre-attaque vers l'ouest du camp retranché avec pour objectif de détruire les pièces de DCA du Viêt Minh qui gênent de plus en plus le ravitaillement par air. L'opération est un demi-succès : à part des quantités importantes d'armement léger, elle n'a permis de capturer ou de détruire que peu d'armes lourdes (canons de DCA de 37 mm) et se solde par des pertes importantes. Le 6e BPC enregistre en particulier 17 tués, dont deux officiers (les lieutenants Le Vigouroux et Jacobs) et quatre sous-officiers. La 4e compagnie n'a plus d'officiers, puisque outre le Lt. Jacobs, l'officier adjoint, tué au cours de l'action, son chef, le lieutenant De Wilde, est grièvement blessé. Néanmoins l'opération montre que quand l'artillerie Viet-minh est limitée, les français arrivent à l'emporter.

### Seconde vague d'attaques du 30 mars au 4 avril («bataille des cinq collines»)

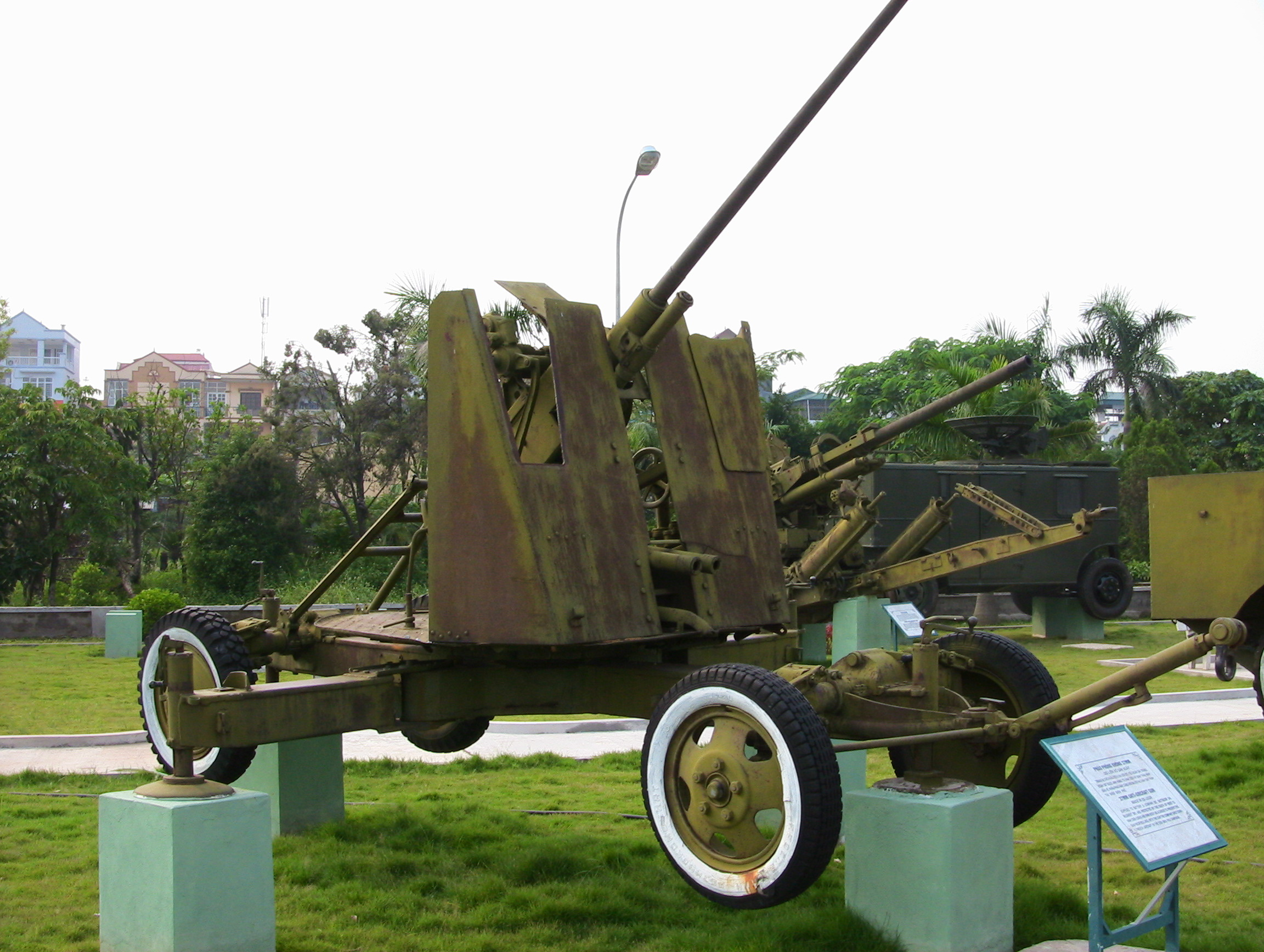
Un canon de défense automatique M1939 de 37 mm utilisé par le Viet Minh pendant la bataille.

Giáp avait fixé comme objectif les collines formant la défense nord-est et est du Centre de résistance principal. Dans la nuit du 30 mars, après une nouvelle très forte préparation d'artillerie, tous les points d'appui tombent rapidement aux mains du Viêt-Minh, à l'exception d’Éliane 2 (surnommée « la cinquième colline ») et d’Éliane 4, qui n'était pas directement en première ligne.
Dominique 3 sera le théâtre d'un exploit d'une poignée d'hommes commandés par le lieutenant artilleur Brunbrouck qui, à tir tendu, repoussera une division entière et évitera ce soir-là, la chute du camp.
Privés de leurs chefs tués ou blessés durant les premiers jours de la bataille, les Tirailleurs du III/3e RTA sur Dominique 2 et de la compagnie du I/4e RTM tenant Éliane 1 se retrouveront malgré eux sans réel encadrement, déjà initialement bien inférieur aux autres troupes engagées, générant de fait un semblant de faible résistance qui sera d'ailleurs à l'origine d'une autre polémique, lancée elle aussi par l'impétueux et arrogant lieutenant-colonel Langlais, mettant clairement en cause la valeur des troupes nord-africaines à DBP. S'ajoutant à cela le fait que certains soldats de ces unités, démoralisés car sous encadrés, déserteront et iront se réfugier sur les bords de la Nam Youm en refusant de livrer combat jusqu'à la fin de la bataille, le cours des événements finira par donner naissance au mythe selon lequel « seuls les paras et la Légion se sont battus à Diên Biên Phu ». C'est oublier implicitement le lourd tribut payé par les troupes nord-africaines.
Sur Éliane 2, le Viêt Minh se heurte à la farouche résistance des autres compagnies du I/4e RTM, renforcées toute la nuit du 30 au 31 mars par différentes unités prélevées sur les autres bataillons et très efficacement soutenues par l'artillerie d’Isabelle. Au matin du 31 mars, Éliane 2, jonchée de dizaines de cadavres, tient toujours.
Le 31 mars, le Commandement français décide de lancer une contre-attaque pour reprendre les positions perdues : le 8e BPC reprend Dominique 2 (la colline la plus élevée du camp retranché) et le 6e BPC reprend Éliane 1. Toutefois, faute de troupes fraîches pour relever ces deux unités durement éprouvées (le parachutage du II/1er RCP a été annulé au dernier moment), les positions reprises doivent être de nouveau abandonnées.
Giáp poursuit ses attaques sur Éliane 2 jusqu'au 4 avril, subissant de très fortes pertes, jusqu'à renoncer finalement à prendre ce point d'appui. Cet échec va provoquer une grave crise du moral au sein des unités viet-minh.

### «Grignotage» des positions françaises durant le mois d'avril
Le 10 avril, Bigeard décide de reprendre Eliane 1, suivant la même stratégie que le Viêt-Minh il ordonne la création de tranchées pour s'approcher au plus près du PA tenu par les Viêt-Minh. A 5h30, le 6eBPC s'élance soutenu par l'artillerie et l'aviation, à 11h30 Eliane 1 est reprise par les Français. Cependant face à la contre attaque des Viêt-Minh, le 6BPC doit être relevé par le 2/1er RCP de Brechignac parachuté dans la nuit de 3 au 4avril. Ils sont renforcés dans la nuit par le 1er BEP qui monte au secours des parachutistes en chantant Contre les Viets. C'est ensuite au tour du 5eBPVN de s'élancer, ayant à cœur de montrer leur véritable valeur après les difficultés connues à leur arrivée, ils entonnent La Marseillaise. Eliane 1 sera conservée par les Français jusqu'à la chute du camp.
Les actions d’encerclement et d’étouffement se poursuivent durant tout le mois d'avril, aussi bien sur les PA Huguette, à l’ouest de la piste d’aviation, que sur les collines de l'est.

Le centre des positions françaises fin mars 1954. Le secteur Éliane connut les plus violents combats de toute la bataille.

Les tentatives d'appui aérien des troupes au sol échouent. Les avions venant de Hanoï (des bombardiers Douglas A-26 Invader, des chasseurs Grumman F8F Bearcat de l'Armée de l'air et de la 11F de l'Aéronavale alors équipée de Grumman F6F Hellcat, des transporteurs (largueurs de napalm) Fairchild C-119 Flying Boxcar (surnommés Packet), sont gênés de surcroît par une météo capricieuse (mousson). Ils peuvent difficilement identifier les emplacements de tir. Ils larguent les bombes et le napalm au mieux, sans radar et vaguement guidés seulement par radio. Les A-26 et les chasseurs font aussi des passages au-dessus des crêtes pour tirer avec leurs mitrailleuses de 12,7 mm et leurs roquettes.
Un écran nuageux, quasi-permanent en période de mousson, rend l'accès et l'action aériens difficiles, à vue (les radars de vol existaient peu ou presque pas). Dans ce contexte, les missions d'attaque des avions français sont dangereuses du fait du terrain, du climat et surtout de la DCA. Ces avions doivent faire plus de 600 km avant d'arriver sur zone : ils sont alors à la limite de leur réserve de carburant et ont par conséquent très peu de temps pour leur mission de combat. D'ailleurs, les assauts viêt minh ont essentiellement lieu de nuit, lorsque l'aviation française est moins efficace.
Les Français disposent de 10 chars légers M24 Chaffee armés de canons de 75 mm, relativement inadaptés à une guerre de siège, souvent utilisés pour soutenir l'infanterie lors de contre-attaques. Certains sont finalement sabotés par leur équipage, sur avarie ou pour éviter leur capture par l'ennemi. La garnison ne peut compter que sur des contre-attaques de parachutistes à pied, leur mission est de s'emparer des positions adverses et des canons, armés de lance-flammes. Mais ces contre-attaques ne peuvent dépasser la ligne des sommets et sont limitées dans le temps par l’impossibilité de les ravitailler et de les soutenir d’un appui-feu. Lorsqu'un point d'appui est atteint, les soldats se trouvent parfois à court de munitions. C'est donc une mêlée à l'arme blanche et à la grenade qui les attend.
Dans cette bataille, les Français sont dans l'incapacité de se reposer et d'être relevés. Il y a de nombreux cas de morts d'épuisement. On entend des hommes se battre en chantant La Marseillaise au cours des combats. Lorsqu'on sollicite les blessés pour retourner au combat — faute de combattants valides —, il y a encore des volontaires. La nuit, les explosions, les balles traçantes et les fusées éclairent le champ de bataille comme en plein jour. Les canons français tirent tellement qu'ils sont chauffés au rouge. Parmi les actes les plus notables, citons le combat de dix soldats du 6e BPC qui résistent sans soutien aux assauts viêt minh pendant huit jours. Au moment de déposer les armes, ils tiennent toujours leur position. Il y eut deux survivants, les brigadiers Coudurier et Logier.
Concernant la logistique, l'aviation française a du mal à faire face à l'ampleur de la tâche et doit recourir à des avions Fairchild-Packet C-119 (« Flying Boxcar ») fournis par l'US Air Force (en vertu d'accords d'assistance militaire), pilotés par des équipages militaires français et aussi par des équipages de mercenaires américains du CAT (Civil Air Transport) du général Claire Chennault. Le CAT (qui deviendra plus tard Air America) est en fait la Flying Tigers Line, une compagnie aérienne proche de la CIA et dirigée par Chennault, l'ancien « boss » des Tigres volants. Plusieurs C-119 seront touchés par la DCA au-dessus de DBP et c'est là que les Américains connaîtront leurs premières pertes dans la péninsule indochinoise, avec la mort des deux pilotes (James McGovern et Wallace Bufford) d'un équipage mixte franco-américain, alors qu'ils essayaient de poser leur C-119 en catastrophe, après avoir été touchés par la DCA lors de leur opération de largage,. Ainsi, les États-Unis n'interviendront jamais directement dans le conflit, pour ne pas provoquer l'intervention directe de la Chine et une escalade du conflit, se contentant de fournir une logistique aérienne et des mercenaires aux Français.

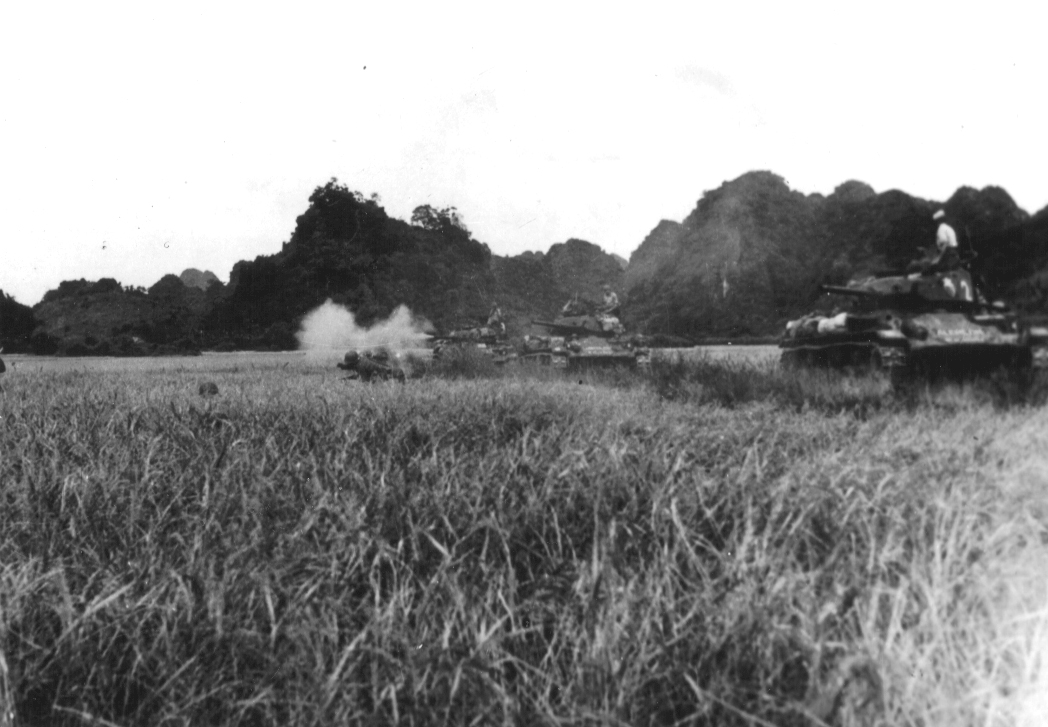
Détachement de M24 en action à Diên Biên Phu.

Le général Giáp donne son analyse des combats : les militaires français, « selon leur logique formelle, avaient raison ». « Nous étions si loin de nos bases, à 500 kilomètres, 600 kilomètres. Ils étaient persuadés, forts de l’expérience des batailles précédentes, que nous ne pouvions pas ravitailler une armée sur un champ de bataille au-delà de 100 kilomètres et seulement pendant 20 jours. Or, nous avons ouvert des pistes, mobilisé 260 000 porteurs — nos pieds sont en fer, disaient-ils —, des milliers utilisant des vélos fabriqués à Saint-Étienne que nous avions bricolés pour pouvoir porter des charges de 250 kg. Pour l’état-major français, il était impossible que nous puissions hisser de l’artillerie sur les hauteurs dominant la cuvette de Diên Biên Phu et tirer à vue. Or, nous avons démonté les canons pour les transporter pièce par pièce dans des caches creusées à flanc de montagne et à l’insu de l’ennemi. Navarre avait relevé que nous n’avions jamais combattu en plein jour et en rase campagne. Il avait raison. Mais nous avons creusé 45 km de tranchées et 450 km de sapes de communications qui, jour après jour, ont grignoté les mamelons. »
En manque de troupes, les Français organisent des recrutements de volontaires à Hanoï pour les parachuter sur Diên Biên Phu. Alors que tout le monde sait la situation désespérée et la chute du camp imminente, des centaines d'hommes répondent « présent » à l'appel, certaines n'ayant jamais sauté en parachute de leur vie. Leur motivation est d'aller se battre « pour aider les copains », « pour l'honneur ». Dans la fureur des combats, et la confusion, certains largages atterrissent chez l'ennemi.
Les défenseurs du camp ont jusqu'au bout espéré une intervention massive de l'aviation américaine, qui n'est jamais venue. Début mai 1954, les Viêts utilisent massivement des lance-roquettes multiples Katioucha (ou « orgues de Staline ») sur la garnison, dont les effets sont dévastateurs.
Des tentatives françaises de gêner le ravitaillement Viet-Minh par des pluies artificielles ont lieu sous la direction du colonel Genty, sans dépasser le stade de l'expérimentation.

### Assaut final à partir du1ermai et chute du camp français
La surface du camp ayant considérablement diminué au cours du mois d'avril, une part de plus en plus importante du ravitaillement parachuté tombe chez l’ennemi. Du côté français, le manque de munitions devient très préoccupant, en particulier pour l'artillerie, et la situation sanitaire tourne à la catastrophe, avec des centaines de blessés entassés dans les différents postes de secours. L'assaut final est lancé le 1er mai au soir, précédé d'une préparation d’artillerie extrêmement intense qui dure trois heures. Les divisions 312 et 316 attaquent la face est du camp retranché, la 308 la face ouest. L’artillerie et l'infanterie françaises n’ont plus les moyens ni les effectifs suffisants pour faire face à cet assaut massif et généralisé. « Éliane 1 » tombe dans la nuit du 1er et seuls quelques éléments du II/1er RCP, l'unité qui tenait la position, parviennent à s'en échapper vivants. « Dominique 3 » et « Huguette 5 » tombent à leur tour dans la nuit du 2.
Le Commandement des forces françaises en Indochine décide alors de lancer dans la bataille un dernier bataillon parachutiste en renfort, pour l'honneur. Le 1er BPC du commandant de Bazin de Bezons est parachuté de façon fractionnée au début du mois de mai : la 2e compagnie du lieutenant Edme saute dans la nuit du 2 au 3 mai, la 3e du capitaine Pouget (aide de camp du général Navarre) dans la nuit du 3 et une partie de la 4e compagnie du capitaine Tréhiou dans la nuit du 4. Le reliquat des trois premières compagnies ayant déjà sauté, soit 91 hommes, est largué dans la nuit du 5 mai. Ce seront les derniers renforts parachutés sur le camp retranché. Le largage de la 1re compagnie du lieutenant Faussurier, prévu dans la nuit du 6 mai, est annulé, alors que les avions sont déjà au-dessus du camp, l'état-major de Diên Biên Phu ayant préféré donner la priorité à une mission de largage de fusées éclairantes « lucioles », pour soutenir les combattants au sol qui se battent partout au corps à corps.
« Huguette 4 » tombe dans la nuit du 4 mai. « Éliane 2 » résiste toujours, mais dans la nuit du 6 mai, une charge de deux tonnes de TNT, placée dans une sape creusée sous la colline fait sauter la position, tenue par la compagnie du capitaine Pouget. Le matin du 7 mai, « Éliane 10 », « Éliane 4 » et « Éliane 3 » sont conquis par les Viêt Minh qui tiennent désormais tous les points d'appui sur la rive est de la Nam Youm.
Après avoir abandonné l'idée de percer les lignes viets pour sortir du camp, faute d'effectifs suffisants pour avoir une quelconque chance de réussite, le général de Castries reçoit l'ordre de cesser le feu, au cours d'une dernière conversation radio qu'il a avec son supérieur, le général Cogny, basé à Hanoï. Sur instruction du général Navarre, il « faut laisser le feu mourir de lui-même. Mais ne pas capituler. Ne pas lever le drapeau blanc ». L'ordre est transmis aux troupes de détruire tout le matériel et l'armement encore en état. Pour l'anecdote, le lieutenant-colonel Bigeard doit envoyer un mot griffonné sur une feuille de papier au lieutenant Allaire, commandant la section de mortiers du 6e BPC, qui refuse de cesser le combat sans un ordre écrit.

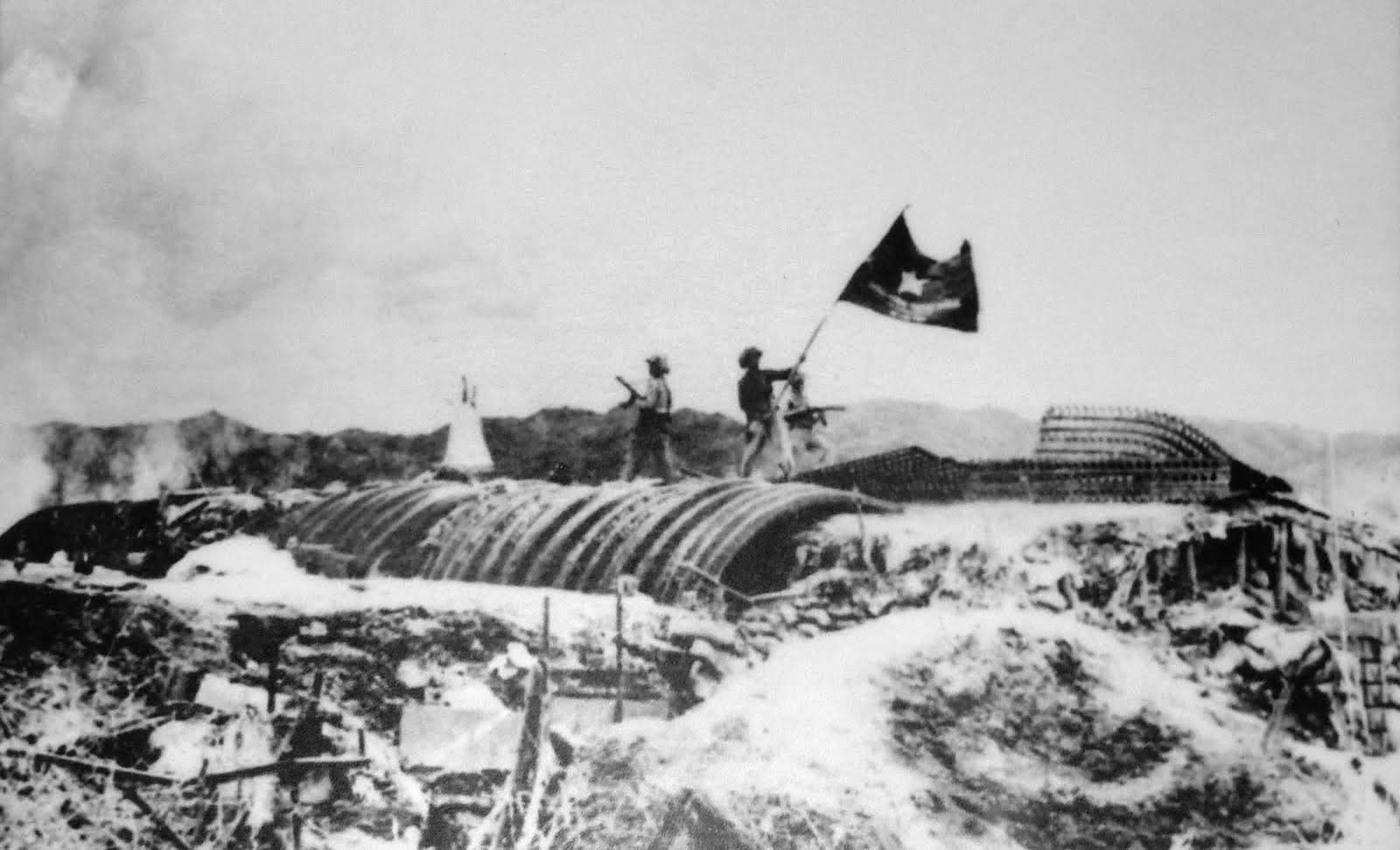
Troupes du Viet Minh plantant leur drapeau sur le quartier général français capturé.

Il appartenait à la division 308 du général Vuong Thua Vu (vi), division d'infanterie qui avait été de toutes les batailles en haute et moyenne région, des « désastres » de Cao Bang et Lang Son en 1950 jusqu'à celui de Diên Biên Phu, de donner le coup de grâce. Constatant l'absence de réaction des Français lors des tirs de préparation de la nouvelle attaque prévue pour la nuit, les Viets investissent l'ensemble du camp retranché. Après 57 jours et 57 nuits de combat quasi ininterrompus, le camp retranché de Dien Bien Phu tombe le 7 mai 1954 à 17 h 30.
Cette même division 308 est également la première unité vietminh à entrer dans Hanoï le 9 octobre 1954.

### Échec de l'Opération D
Dans les derniers jours d’avril, en raison de la situation critique du camp, le général Henri Navarre décide de lancer une opération secrète du SDECE, l‘Opération D (D pour Desperado), dirigée par le capitaine Jean Sassi commandant le Groupement GMI Malo. Elle consistait à mettre en œuvre, au départ des bases du GCMA au Laos, une colonne de secours de près de 2 000 hommes essentiellement constituée des maquisards de la tribu Hmong (ou Mèo), en tentant une percée ainsi qu'une évacuation des troupes françaises.
L'opération « D » débuta le 28 avril 1954, mais lancée trop tard, elle ne peut aboutir, la colonne de secours arrivant aux abords immédiats de Dien Bien Phu quelques jours après la chute du camp. Seulement 150 survivants de la garnison assiégée qui étaient parvenus à s'évader dans la jungle sont récupérés.

## Conséquences

### Bilan humain
Ce fut la bataille la plus longue, la plus furieuse, la plus meurtrière de l'après-Seconde Guerre mondiale, et l'un des points culminants des guerres de décolonisation.
On peut estimer à près de 8 000 le nombre de soldats vietminh tués pendant la bataille et à 2 293 celui des tués dans les rangs de l'armée française.

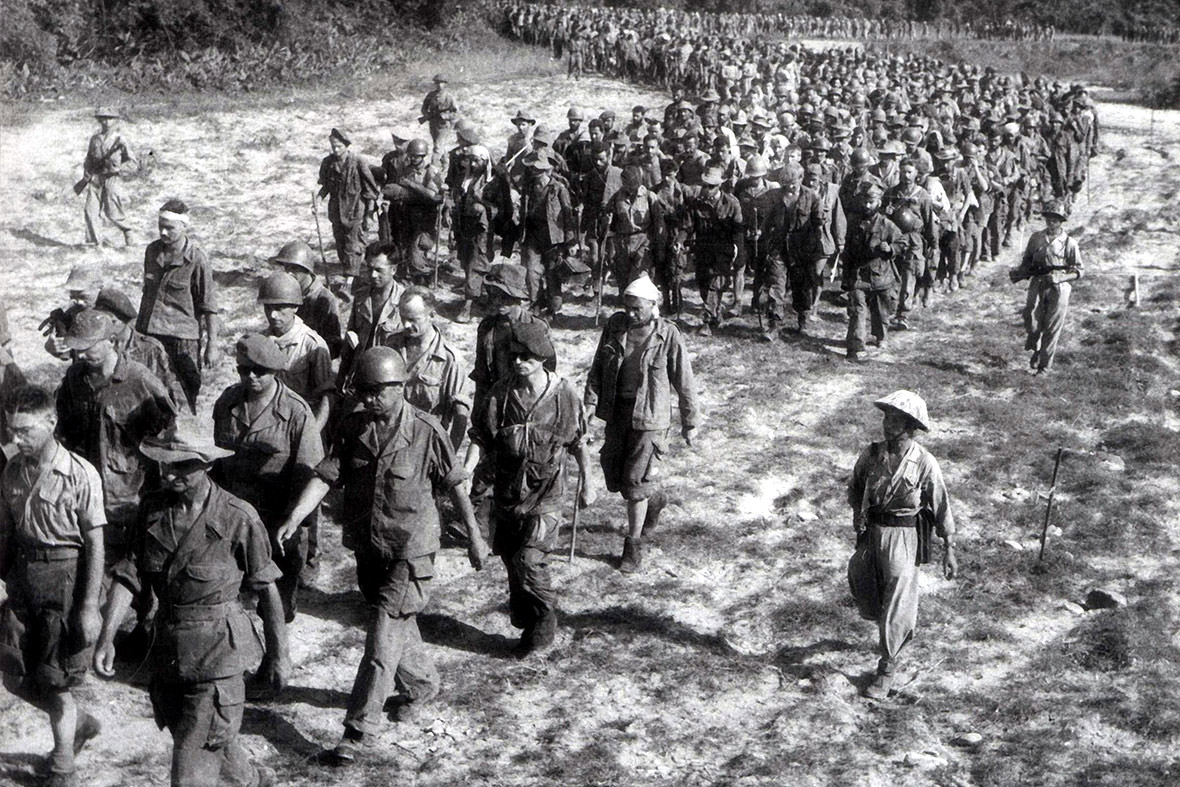
Des soldats français capturés de Dien Bien Phu, escortés par des troupes vietnamiennes, marchant vers un camp de prisonniers de guerre.

Une fois le cessez-le-feu signé, le décompte des prisonniers des forces de l'Union française, valides ou blessés, capturés à Diên Biên Phu s'élève à 11 721 soldats dont 3 290 sont rendus à la France dans un état sanitaire catastrophique, squelettiques, exténués. Il en manque 7 801. Le destin exact des 3 013 prisonniers d’origine indochinoise reste toujours inconnu.
Plusieurs centaines de corps de combattants des deux camps restent enfouis sur place. Environ un millier de soldats français seraient enterrés dans des fosses communes plus ou moins organisées et signalées. En 1954, quelques dépouilles de militaires français sont rapatriées et inhumées à Fréjus. Des chantiers d'urbanisation au début du XXIe siècle amènent parfois à la découverte de nouveaux corps. En 2023 l'association Le Souvenir français déplore que le ministère français des armées ne s'engage pas à une opération d'archéologie en collaboration avec les autorités vietnamiennes.

#### Prisonniers
Tous les prisonniers (y compris les blessés « légers », selon les critères établis par le Viêt-Minh) devront marcher à travers jungles et montagnes sur une distance de 700 km, pour rejoindre les camps, situés aux confins de la frontière chinoise, hors d'atteinte du corps expéditionnaire. D'après Erwan Bergot, sur les 11 721 soldats de l'Union française, valides ou blessés, capturés par le Vietminh à la chute du camp, 3 290 furent libérés et 8 431 sont morts en captivité. D'après la revue Historica, sur 10 998 prisonniers, 7 708 sont morts en captivité ou disparus.
Là, un autre calvaire attendait les prisonniers. Ceux qui ont le mieux survécu étaient les blessés lourds, pris en charge par la Croix-Rouge, qui n'eurent pas à subir la marche forcée de 700 km où les malades étaient abandonnés par le Viet Minh au bord de la route. Les autres furent internés dans des camps dans des conditions effroyables. Ainsi, leur alimentation quotidienne se limitait à une boule de riz pour les valides, une soupe de riz pour les agonisants. Un grand nombre de soldats sont morts de dénutrition et de maladies. Ils n'avaient droit à aucun soin médical, puisque les quelques médecins captifs étaient tous assignés dans la même paillote, avec interdiction d'en sortir.
Les prisonniers devaient également subir un matraquage de propagande communiste avec endoctrinement politique obligatoire. Cela incluait des séances d'autocritique où les prisonniers devaient avouer les crimes commis contre le peuple vietnamien (réels et imaginaires), implorer le pardon et être reconnaissants de la « clémence de l'Oncle Ho qui leur laisse la vie sauve ».

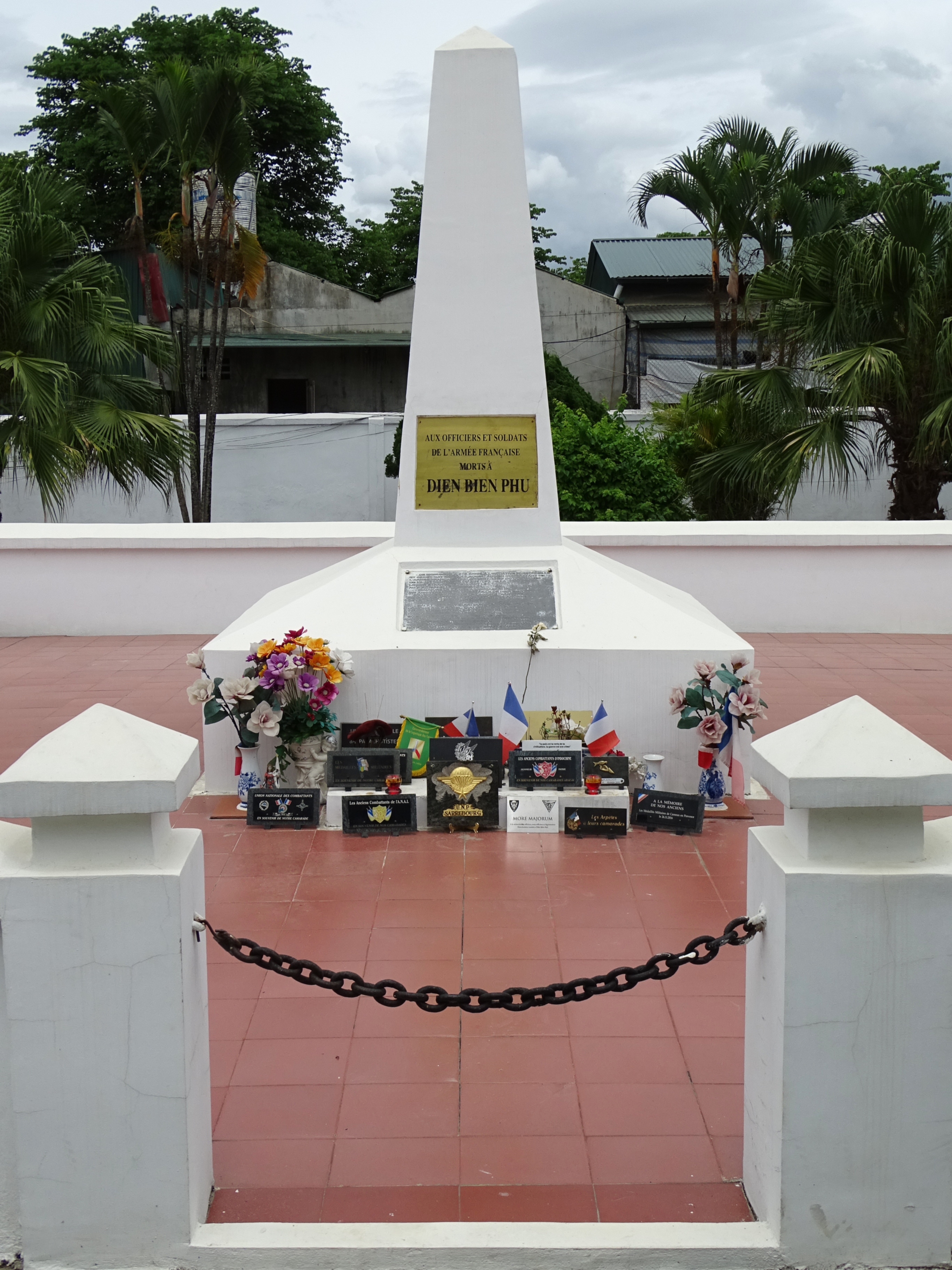
Mémorial aux 10000 hommes des troupes coloniales françaises morts dans la bataille de Diên Biên Phu et dans la captivité subséquente, Diên Biên Phu, Vietnam.

La majorité des tentatives d'évasion échouaient malgré l'absence de barbelés ou de miradors de surveillance. La distance à parcourir était trop grande pour espérer survivre dans la jungle, surtout pour des prisonniers très diminués physiquement. Ceux qui étaient repris étaient exécutés.
À la suite des accords de paix signés à Genève le 21 juillet 1954 reconnaissant la création de deux Viêt Nam libres et indépendants (la République démocratique du Viêt Nam et la République du Viêt Nam), la France et le Viêt Minh acceptèrent le principe d'un échange général de prisonniers. Les prisonniers de Diên Biên Phu survivants furent pris en charge par la Croix-Rouge Internationale après la signature des accords.

### Conséquences politiques
La France quitta la partie nord du Viêt Nam, après les accords de Genève signés en juillet 1954, qui instaurèrent une partition du pays de part et d'autre du 17e parallèle nord.
Le conflit indochinois suscitait peu d'intérêt en France, pour plusieurs raisons. La Quatrième République était marquée par une grande instabilité politique. Le pays était en pleine reconstruction économique et cette guerre était lointaine. De plus, le corps expéditionnaire ne comptait que des militaires de carrière et des engagés volontaires, souvent perçus comme des baroudeurs en quête d'aventure (la France n'avait pas envoyé le contingent en Indochine). C'était l'époque de la guerre froide, de la division de l'Europe par le rideau de fer : la menace soviétique inquiétait une partie des Français, et le Parti communiste était le premier parti de France.
D'un point de vue démographique, il n'y avait jamais eu beaucoup de Français en Indochine et la guerre en avait fait rentrer beaucoup en métropole. Ne restaient que quelques milliers de colons et quelques entreprises, au contraire de la situation d'avant 1939-1945. En effet, les Japonais avaient éliminé toute l'administration coloniale en 1945 et neuf ans de guerre qui avaient suivi avaient poussé les Européens à quitter le pays. La France de 1954 n'avait donc plus rien à voir avec la France colonialiste de Jules Ferry au XIXe siècle. En Indochine, la même volonté de rupture était présente chez les Vietnamiens. On peut dire qu'une page d'histoire commune entre la France et le Viêt Nam avait déjà été tournée avant même Diên Biên Phu.
Tous ces éléments expliquent que cette guerre ne passionnait pas les Français. Il y avait une certaine lassitude devant une guerre qui n'en finissait pas, dont les motifs restaient obscurs pour beaucoup. Les défenseurs de Diên Biên Phu pouvaient avoir le sentiment d'être abandonnés par la métropole. On a pu qualifier la guerre d'Indochine de « sale guerre », notamment dans les milieux syndicalistes et les partis d'extrême-gauche. La CGT avait même organisé une campagne de sabotage du matériel envoyé aux combattants de Diên Biên Phu.
Du fait de la censure, il y eut très peu d'informations sur la réalité de la bataille. D'où la stupeur qui frappa la population française à la chute du camp retranché. À la surprise succéda la colère et certains parlementaires furent violemment pris à partie par la foule sur les Champs-Élysées[citation nécessaire]. Il fallait à tout prix trouver des responsables au désastre.

### Crimes de guerre
- Assaut des convois d'évacuations sanitaires[réf. nécessaire].
- Affaire Georges Boudarel[38].

## Analyse des stratégies

### Point de vue français
Le choix de Diên Biên Phu n'était pas insensé sur le plan stratégique, au carrefour des pistes pédestres et équestres vers le Laos. Giáp a d'ailleurs écrit dans son livre sur la bataille que la décision de s'installer dans cette plaine était la bonne et qu'il n'a gagné que parce que le commandement français a largement mésestimé les troupes viet minh. Sur le plan tactique, la piste d’atterrissage permettait un ravitaillement massif par pont aérien depuis Hanoi. L'occupation de cette position privait le Viêt Minh d'un approvisionnement en nourriture puisque toute la plaine était une zone agricole.
Pour les stratèges français, l’armée populaire vietnamienne ne pourrait pas amener d'artillerie lourde en raison du terrain accidenté et boueux autour de la cuvette et de l'absence de pistes carrossables. D'autre part, sur place, la topographie était jugée favorable aux défenseurs, de hautes collines entourant la cuvette empêcheraient l’adversaire d’utiliser son artillerie : il devrait ou bien tirer depuis la contre-pente (le versant caché pour la garnison) mais avec une forte flèche et donc une portée limitée ne permettant pas d'atteindre les cibles, ou bien tirer depuis la pente descendante, à la vue de la garnison, ce qui l'exposerait à la contre-batterie française. Giáp avait choisi cette deuxième option.
Par ailleurs, une telle artillerie ne pourrait disposer que d’une faible quantité de munitions, fournie par une logistique estimée faible, car basée sur des hommes à pied. Le risque d'une artillerie adverse a bel et bien été pris en compte par les Français, mais jugé techniquement irréaliste. D'un point de vue purement militaire, on doutait de la capacité du Viêt Minh à utiliser des canons.
En fait, la plus grande erreur du commandement français a peut-être été de considérer que les particularités locales constituaient une exception à la règle de tactique selon laquelle « qui tient les hauts tient les bas ».
Il faut se souvenir aussi que face à un adversaire Viêt Minh mobile et fuyant, qui obtenait tout l'appui logistique voulu où qu'il se déplace, le corps expéditionnaire cherchait à tout prix un affrontement ouvert.
Il est également utile de rappeler les événements de Na San de 1952. Durant cette bataille, un camp retranché du corps expéditionnaire, dans une zone reculée et difficile d'accès, fut attaqué par une armée viêt minh, déjà commandée par le général Giáp. Ce fut une des rares fois – avec la bataille de Vinh Yen en janvier 1951 – où le Viêt Minh accepta de livrer une bataille conventionnelle. Giáp utilisa la tactique des vagues d'assaut, sur terrain dégagé et en plein jour. Comme les offensives de la Première Guerre mondiale, les attaques étaient lancées au son du clairon.
Ce fut un désastre : la 1re vague sauta sur les mines, la 2e s'empêtra dans le réseau de barbelés, la 3e se fit hacher par les mitrailleuses. Après plusieurs tentatives et devant l'ampleur des pertes, Giáp n'eut d'autre choix que lever le siège. Cet échec le rendit longtemps réticent à attaquer les Français dans un assaut frontal et massif. Il revint donc aux techniques de guérilla.
Le succès de Na-San conforta l'État-major français. Le général Navarre décida de reprendre la même tactique en 1953 : fixer les troupes viêts autour d'un camp retranché et broyer ses assauts. Toute la conception du camp de Diên Biên Phu, du choix des armes à la configuration des abris découlait des leçons de la bataille de Na-San, c'est-à-dire qu'on occultait volontairement l'artillerie adverse et qu'on ne donnait pas d'ordre de s'enterrer. Sauf que Giáp avait retenu la leçon de Na-San.

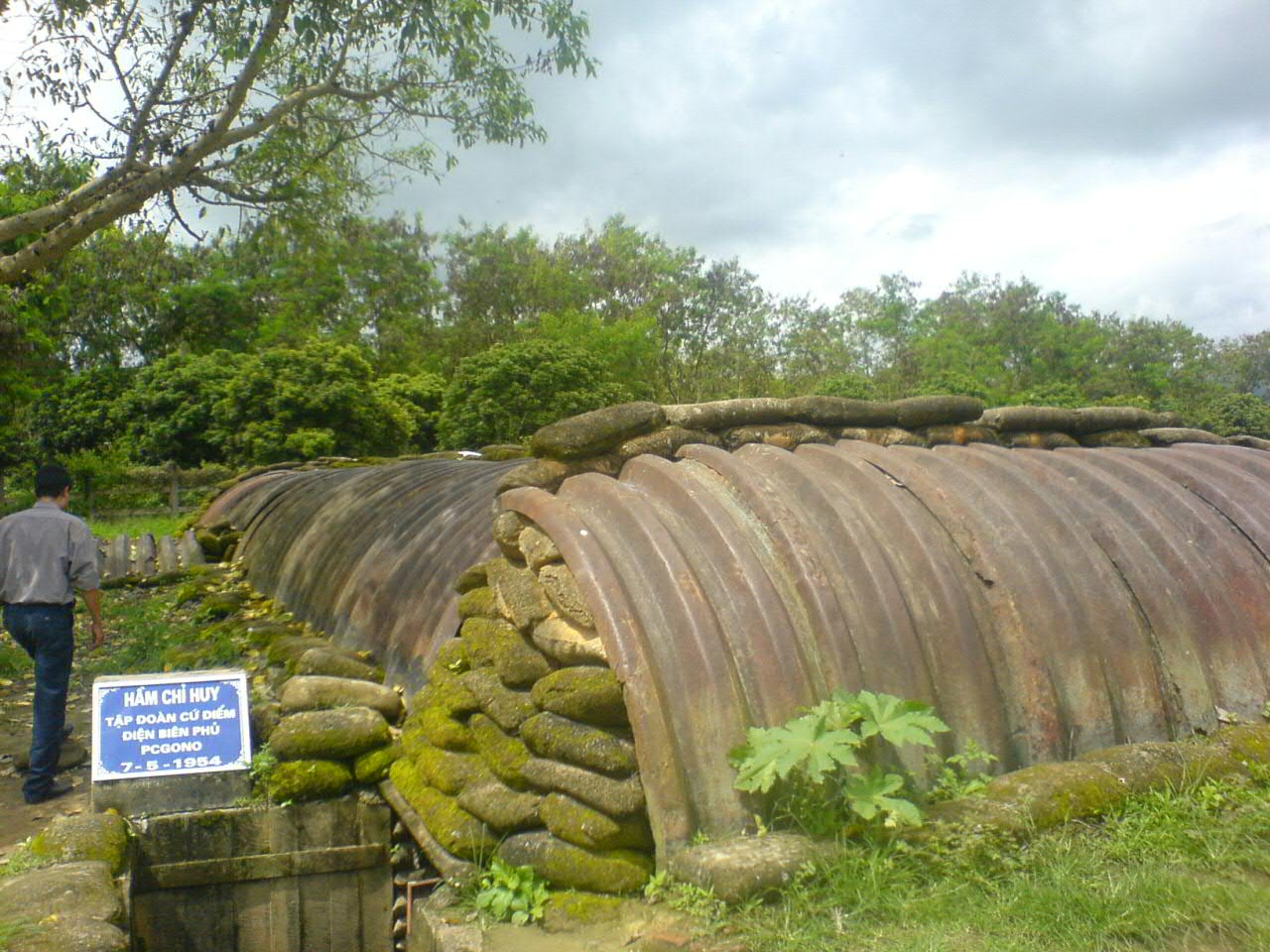
Bunker PC du général de Castries à Diên Biên Phu (2007).

Les abris français étaient relativement sommaires : des trous avec des sacs de sable et une tôle comme toiture. Ils étaient reliés par des tranchées. Il n'y avait aucun ouvrage en béton, aucun boyau souterrain, les avant-postes n'étaient pas entourés de glacis favorisant le tir, ils manquaient de barbelés et les canons n'étaient pas protégés mais placés sur de simples plates-formes, au vu et au su de l'ennemi.
La conception du camp souffrait donc d'une contradiction : l'état-major français voyait dans Dien Bien Phu à la fois une base d’opérations et un camp retranché. Or, dans les faits il ne sera ni l’un, ni l’autre. Il apparaîtra rapidement qu’il ne pouvait pas conduire d’opérations offensives et n’était pas vraiment un camp retranché.
Par voie aérienne, DBP est proche de Hanoï et très loin par les pistes de jungle pour l’Armée populaire vietnamienne. Les calculs logistiques du Bureau de planification donnaient donc un rapport très favorable au côté français en termes de tonnage quotidien transporté.
Quelques mois avant le début des combats, une délégation gouvernementale se rendit à DBP pour apprécier la situation. Elle fut rassurée par ce qu'elle vit et par la stratégie que lui exposèrent les officiers du camp. De même, les journalistes, les observateurs étrangers, notamment les officiers américains, ne trouvèrent rien à redire au plan français. Une autre raison du choix de cet endroit était de couper au Viêt Minh la route du Laos, possible base arrière. À l’origine, Diên Biên Phu devait donc être la base d’unités mobiles susceptibles de rayonner dans tout le district de Lai Chau avec des chars légers américains M24 Chaffee (surnommés « Bisons » par la garnison). C’est pour cette raison qu’un cavalier, le colonel de Castries, fut mis à la tête du GONO (Groupement Opérationnel du Nord-Ouest). Le camp était protégé par un réseau de points d’appui aux noms féminins : Dominique, Éliane, Gabrielle, etc.
Le corps expéditionnaire français attendit l'assaut plusieurs semaines, motivé, impatient d'en découdre et persuadé qu'il allait « casser du Viêt ». Certains officiers déclaraient : « Pourvu qu'ils attaquent ! ». N'allait suivre qu'une guerre d'usure entre un agresseur nombreux, ravitaillé, endoctriné, surmotivé par l'enjeu, et un contingent français pris au piège et ne pouvant guère compter que sur lui-même.

### Rôle des alliés de la France
Dès le début de la bataille, les Américains ont proposé aux Français un soutien aérien par des bombardiers lourds. Cette option fut rejetée par l'état-major français qui estimait maîtriser la situation.
Plus tard devant la tournure dramatique des événements, les militaires français réclamèrent des bombardements massifs sur les collines avoisinantes. Acculé à des positions défensives, l'état-major avait pour ordre de résister en attendant une éventuelle « opération Vautour (en) » consistant à faire intervenir des bombardiers B-29. Ces bombardiers pouvaient larguer leurs bombes à haute altitude, ce qui les rendait invulnérables vis-à-vis des défenses antiaériennes du Viêt Minh, avantage que n'avaient pas les B-26 utilisés par le corps expéditionnaire. Un bombardement lourd et massif des collines environnantes aurait probablement détruit les DCA, et une partie de l'artillerie employée par le Viêt Minh, permettant au moins l'évacuation des nombreux blessés, la reprise des ravitaillements et le largage de bombes traditionnelles et au napalm (ces dernières étant forcément opérées à basse altitude pour une bonne précision)[réf. souhaitée]. Environ 60 B-29 auraient été impliqué dans l'opération, certains évoquant le largage de trois bombes atomiques.
Les autorités américaines redoutaient par-dessus tout une escalade avec la Chine après la guerre de Corée. Le président américain Eisenhower était en outre un anti-colonialiste notoire et voyait d'un mauvais œil la présence française en Indochine. De plus, il était convaincu qu'« il n'y avait pas de victoire possible de l'Homme blanc dans cette région ».
On peut avancer d'autres raisons : les États-Unis avaient besoin de l'autorisation du Congrès pour intervenir massivement sur Diên Biên Phu et, d'après le général Bedell Smith (qui répondait aux suppliques de l'ambassadeur de France outre-Atlantique), « le succès dépend de l'acceptation de Londres ». Churchill reçoit M. Massigli (ambassadeur de France) dans la matinée du 27 avril, (…) et lui dit : « Ne comptez pas sur moi. (…) J'ai subi Singapour, Hong-Kong, Tobrouk. Les Français subiront Diên Biên Phu. ».

### Point de vue Viêt Minh
Pour le Viêt Minh, la bataille de Diên Biên Phu fut une bataille où le Viêt Minh a gagné les combats d'artillerie et a privé les troupes françaises de ravitaillement. Les Français ont cru l’adversaire incapable d’utiliser son artillerie et n’ont pas caché et protégé leurs installations, détruites dès les premières salves (cf. Jules Roy).

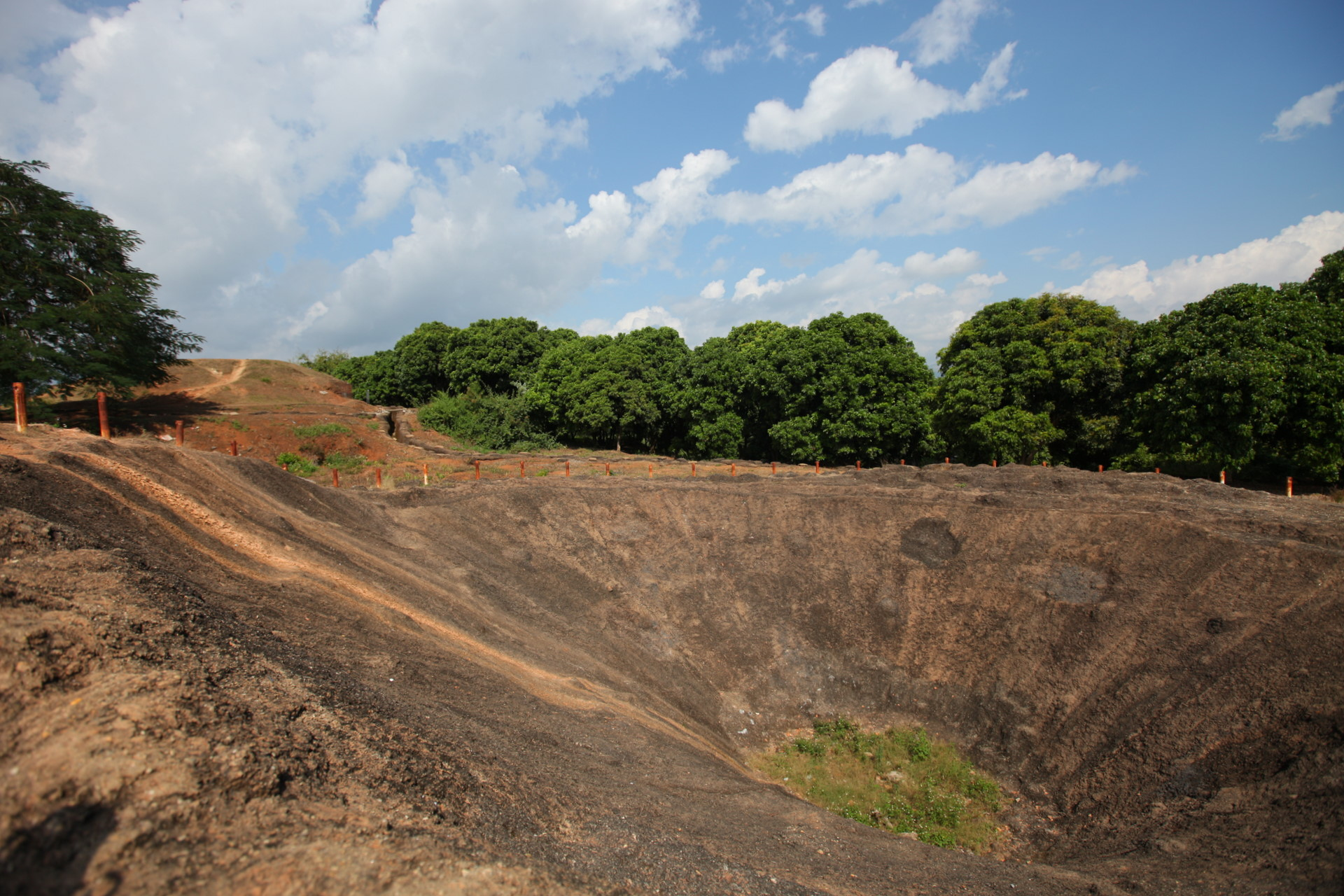
Cratère au sommet d'Eliane.

Sur le plan stratégique, le choix de se battre à Diên Biên Phu était l’argument militaire en vue de la conférence de Genève qui s’ouvrait pour débattre sur la Corée, mais dont le sujet principal était l’Indochine, comme tout le monde le savait[réf. souhaitée].
Le siège de Diên Biên Phu a eu un but à la fois militaire et diplomatique : forcer l’adversaire à négocier en position défavorable. L'état-major Viêt Minh était commandé par le général Vo Nguyen Giáp, mais il fut secondé par des conseillers militaires russes et chinois. L'essentiel de son armement, de fabrication chinoise, était acheminé depuis la Chine voisine, de même que les munitions et les uniformes complété par des canons et obus pris aux Américains et aux Français. La victoire des troupes communistes de Mao Zedong en Chine en 1949 et la fin de la guerre de Corée avaient en effet rendu possible une aide chinoise massive au Viêt Minh. Cela contrastait avec la situation logistique d'avant 1949, où le Viêt-Minh devait attaquer les convois français pour avoir armes et munitions. Pour la première fois depuis le début de la guerre d'Indochine, le Viêt-Minh disposait enfin de moyens lourds, de troupes régulières bien entraînées et d'un armement moderne et performant.

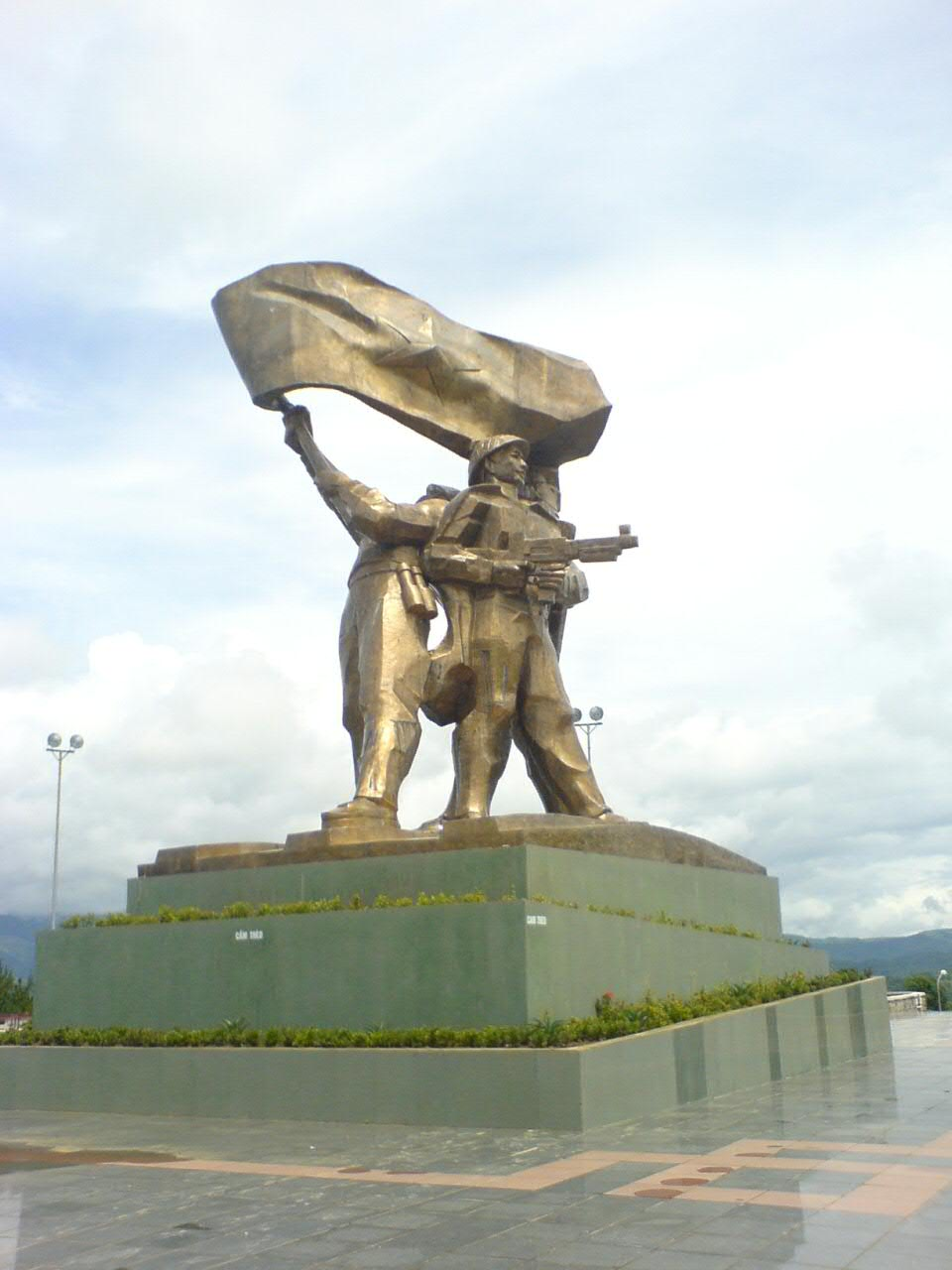
Memorial Viet Minh.

L'artillerie était principalement constituée de canons de récupération : des 105 mm (M 105 Howitzer) de fabrication américaine, des obusiers pris par les Chinois en Corée ou durant la guerre civile contre les nationalistes chinois. Ayant tiré les enseignements de sa cuisante défaite de Na San, Giáp bénéficia de l'aide chinoise massive sur le plan de l'artillerie, tant sol-sol que sol-air, ce qui eut une importance capitale dans l'interdiction du soutien aérien. Ce sont des canons de DCA de 37,5 mm ainsi que des centaines de mitrailleuses de 12,7 mm qui ont joué un rôle d'interdiction aérienne. Les canons furent hissés à flanc de montagne à dos d'homme, en se servant de cordes.
Il était relativement facile de diriger les tirs contre la garnison, puisque les positions Viêt-Minh surplombaient le camp retranché. Les combats d’infanterie étaient destinés principalement à maintenir la pression et démoraliser les défenseurs de la garnison, qui perdirent l’initiative dès les premiers tirs d’artillerie.
La logistique vietnamienne était basée sur des pistes de jungle et les solides vélos Peugeot adaptés à une charge utile de 250 kg, poussés à pied. Elle préfigurait la future « piste Hô Chi Minh » qui ravitaillerait plus tard les combats au sud durant la guerre du Viêt Nam. En parlant de ces vélos, le général Giáp déclara à son état-major « ce seront nos taxis de la Marne ! »[réf. souhaitée]. Ces fameux vélos furent aussi utilisés à des fins de propagande, car en réalité des centaines de camions Molotova de fabrication soviétique et de milliers de coolies avec leur palanche ont contribué au ravitaillement des troupes de Giáp.

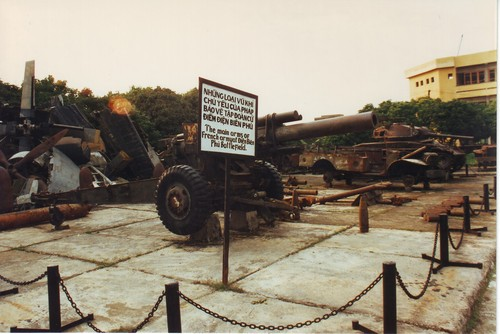
Artillerie française capturée et exposée au musée de Diên Biên Phu.

Il est clair que le Viêt-Minh a remporté la bataille logistique puisqu'en dépit des raids aériens de l'Aéronavale, la nourriture, les hommes et les munitions sont toujours arrivés à Diên Biên Phu.

## Dans les arts et la culture populaire

### Littérature

#### Roman
L'embuscade tendue aux soldats français au pied des montagnes de Diên Biên Phu est évoquée au chapitre 2 du roman En attendant le vote des bêtes sauvages d'Ahmadou Kourouma.

#### Récit
Une sortie honorable d'Éric Vuillard, 2022
Bande-Dessinée
Diên Biên Phu, Thierry Gloris et Erwan Le Saëc, 2013, Delcourt.
Diên Biên Phu - 1954, Francesco Rizzato et Jean-François Vivier, 2024, Plein Vent.

### Lithographie
- Diên Biên Phu… Ils se sont sacrifiés pour la liberté - Paix et liberté, lithographie coloriée à la main par Paul Colin, conservée au Musée des civilisations de l'Europe et de la Méditerranée, Marseille[46].

### Filmographie

#### Cinéma
- 1955 : L'Enfer de Diên Biên Phu de David Butler.
- 1965 : La 317e Section réalisé par Pierre Schoendoerffer.
- 1966 : Les Centurions de Mark Robson : le film débute durant la bataille, se poursuit par la libération des soldats français ayant survécu aux camps Viêt-Minh, et se termine durant la guerre d'Algérie.
- 1992 : Diên Biên Phu de Pierre Schoendoerffer.

### Jeux de simulations historiques
- Citadel (Frank Chadwick, GDW, 1977).
- Dîen Bîen Phu (Jean-Jacques Petit, Jeux Descartes, 1980).
- Dien Bien Phu : une saison en enfer (Luc Olivier, Vae Victis, no 33, juillet 2000).
- La vallée de la mort (Paul Rohrbaugh, Against The Odds, 2006).
- Dien Bien Phu (John Tiller, HPS Simulations, 2009).
- Dien Bien Phu (Kim Kanger, Legion Wargames, 2014).

### Chanson
- Dien Bien Phu, paroles et musique de Jean-Pax Mefret, 1981. Collection combats.

## Documentaires
- 1955 : Vietnam : le siège de Dien Bien Phu de Roman Karmen.
- 1984 : Dien Bien Phu, 30 ans après de Didier Mauro.
- 1987 : Récits d'Indochine Diên Biên Phu de Patrick Jeudy.
- 2004 : Dien Bien Phu, le rapport secret de Patrick Jeuy.
- 2013 :  L'Enfer de Dien Bien Phu - La Bataille décisive de la Guerre d'Indochine de Peter Batty
- 2019 : Point de repère, épisode Diên Biên Phu, une bataille perdue d'avance de Pierre Lergenmüller.

#### Sources
- Marc Bertin, Packet sur Diên Biên Phu, PUF, 1991.  : récit écrit par un officier français, pilote de l'Armée de l'air qui opéra sur C 119 Packet durant la guerre d'Indochine.
- Bernard B. Fall (trad. de l'anglais), Dien Bien Phu, un coin d’enfer [« Hell in a Very Small Place. The Siege of Dien Bien Phu »], New York (en), Paris (fr), J.B. Lippincott Company (en), Laffont (fr), 1967 (en), 1968 (fr) (réimpr. 1989 aux éditions Atlas) (ISBN 0-306-80231-7). .

#### Ouvrages et articles
- Erwan Bergot, Les 170 jours de Diên Phu, Paris, Presses de la Cite, coll. « Troupes de choc », 1979, 319 p. (ISBN 978-2-258-00521-1)
- Erwan Bergot, Convoi 42 : La marche à la mort des prisonniers de Diên Biên Phu, Paris, Presses de la Cité, 1986, 339 p. (ISBN 978-2-724-23351-3)
- Erwan Bergot, Deuxième classe à Dien-Bien-Phu, La Table Ronde, 1964.
- Henri de Brancion (préf. général Bigeard), Diên Biên Phu : artilleurs dans la fournaise, Paris, Presses de la Cité, coll. « Documents », 1993, 297 p. (ISBN 978-2-258-03608-6)
- Roger Bruge, Les hommes de Dien Bien Phu, Paris, Perrin, coll. « Tempus », 1999, 611 p. (ISBN 978-2-262-02151-1)
- Ivan Cadeau, Diên Biên Phu : 13 mars - 7 mai 1954, Tallandier, coll. « Texto », 2022, 208 p.
- Bernard B. Fall (trad. Le Vietminh), The Viet-Minh Regime, Armand Colin, 1960.
- Bernard B. Fall (trad. Indochine 1946-1962. Chronique d'une guerre révolutionnaire), Street without joy, Stackpole (réimpr. Laffont, 1962) (1re éd. 1961).
- (en) Bernard B. Fall (trad. Les deux Vietnams), The Two Vietnams. A Political and Military Analysis, Praeger (réimpr. Payot, 1962) (1re éd. 1965).
- André Galabru, La victoire avortée, Atlante Éditions, 2004.
- Geneviève de Galard, Une femme à Dien Bien Phu, Les Arènes, 2003 (ISBN 2912485541).
- Giáp Vo Nguyen, Mémoires 1946-1954 : La résistance encerclée, t. 1, Anako, 2003.
- Giáp Vo Nguyen, Mémoires 1946-1954 : Le chemin menant à Diên Biên Phu, t. 2, Anako, 2003.
- Giáp Vo Nguyen, Mémoires 1946-1954 : Diên Biên Phu le rendez-vous historique, t. 3, Anako, 2004.
- Paul-Henri Grauwin, J'étais médecin à Diên Biên Phu, France Empire, coll. « Presses Pocket » (réimpr. 1962, 1992, 2004) (1re éd. 1954).
- Laurent Henninger, « Dien Bien Phu : Qu’allaient-ils faire dans cette  cuvette ? », Histoire, no 287,‎ mai 2004, p. 29-30.
- Pierre Journoud et Hugues Tertrais, Paroles de Dien Bien Phu : les survivants témoignent, Paris, Tallandier, coll. « Texto / le goût de l'histoire », 2012, 415 p. (ISBN 978-2-847-34925-2)
- Pierre Journoud et Dao Thanh Huyen, Dien Bien Phu. La fin d'un monde, Vendémiaire, 2019.
- Pierre Journoud, Images de la bataille de Diên Biên Phu, 13 mars - 7 mai 1954, ECPAD, 2024.
- Pierre Langlais, Diên Biên Phu, France Empire, 1963.
- Henri Le Mire, Epervier : le 8e Choc à Diên Biên Phu, Paris, A. Michel, 1988, 320 p. (ISBN 978-2-226-03346-8).
- Philippe de Maleissye, La vallée perdue Dien Bien Phu, Indochine 1954, Paris, Indo éd., coll. « Roman-vécu », 2013, 391 p. (ISBN 978-2-914-08643-1)
- André Mengelle, Diên-Biên-Phu : des chars et des hommes, Paris, Dacres éditions, 2015, 368 p. (ISBN 979-1-092-24733-6)
- Franck Mirmont, Heinrich Bauer, Jean Carpentier, Jean Guêtre, Pierre Latanne, Bernard Ledogar, Jean-Louis Rondy et al., Les chemins de Diên Biên Phu : L'histoire vraie de six hommes que le destin va projeter dans la guerre d'Indochine, Cork, Primento Digital Publishing, 2017, 487 p. (ISBN 978-2-915-24383-3)
- Laure Monin-Cournil, Diên Biên Phu: Des tranchées au prétoire (1953-1958) (thèse de doctorat en histoire), Paris, Perséides, 2019, 460 p. (ISBN 978-2371250314, BNF 46960112, SUDOC 249771497)
- Raymond Muelle, Combats en pays thaï : Document : de Lai Chau à Diên Biên Phu, Paris, Presses de la Cité, 1999, 214 p. (ISBN 978-2-258-05000-6)
- Henri Navarre, Le Temps des vérités, Paris, Plon, 1979, 461 p. (ISBN 978-2-259-00442-8)
- Pierre Pellissier, Diên Biên Phu, Perrin, 2004.
- Pham Thanh Tâm et Sherry Buchanan (edt.), Carnet de guerre d'un jeune Viêt-minh à Diên Biên Phu : 21 février-28 août 1954, Paris, Armand Colin, coll. « Le fait guerrier », 2011, 190 p. (ISBN 978-2-200-25759-0)
- Pascal Pinoteau, « Diên Biên Phu dans le cinéma d’actualité », dans Christian Delporte et Annie Duprat (dir.), L'événement : images, représentations, mémoire, Grânes, Créaphis, 2003, 265 p. (ISBN 2-913610-29-3)
- Jean Pouget, Nous étions à Diên Biên Phu, Presses de la Cité, 1964.
- Pierre Rocolle, Pourquoi Dien Bien Phu ?, Flammarion, 1968.
- Jules Roy, La bataille de Dien Bien Phu, Paris, Le Grand livre du mois, 2001, 389 p. (ISBN 978-2-702-86533-0)
- Alain Ruscio et Serge Tignères, Dien Bien Phu, mythes et réalités : cinquante ans de passions françaises, 1954-2004, Paris, Indes savantes, 2005, 413 p. (ISBN 978-2-846-54060-5)
- Pierre Servent, Diên Biên Phu, les leçon d'une défaite, Perrin, 2024.
- Ban tổng kết-biên soạn lịch sử, BTTM, Service historique de l'État-Major, L'Histoire de l'État-Major dans la guerre de résistance contre la France 1945-1954 [« Lịch sử Bộ Tổng tham mưu trong kháng chiến chống Pháp 1945-1954 »], Hanoi, Éditions Armée populaire, 1991, 799 p.
- Éric Vuillard, Une sortie honorable (roman), Actes Sud, 2022, 201 p.

Revues
- René Bail, « Diên Biên Phu - 1 - Le camp retranché face au Vient-Minh », Historica hors série, no 49,‎ 1996 et hors série no 50 Diên Biên Phu - 2 - L'agonie, 1997.
- « Hommes de guerre, spécial Diên Biên Phu », Histoire & Collections, no 18,‎ 1989.

Non traduits
- (en) Kevin Boylan et Luc Olivier, Valley of The Shadow, Osprey, 2018, 368 p.
- (en) Bernard B. Fall, Viet-Nam witness, 1953-66, Praeger, 1966, 363 p. (OCLC 556648577)
- (en) Bernard B. Fall, Anatomy of a crisis: the Laotian crisis of 1960-1961, 1969 (OCLC 652093965).
- (en) Ted Morgan, Valley of death : the tragedy at Dien Bien Phu that led America into the Vietnam War, New York, Random House, 2010, 1re éd., 722 p. (ISBN 978-1-400-06664-3).
- (en) John R. Nordell, The undetected enemy : French and American miscalculations at Dien Bien Phu, 1953, College Station, Texas A & M University Press, 1995, 1re éd., 217 p. (ISBN 978-0-890-96645-7).
- (en) Martin Windrow, The last valley : Dien Bien Phu and the French defeat in Vietnam, Cambridge, MA, Da Capo Press, 2004 (ISBN 978-0-306-81386-3).

#### Documentaires télévisés
- Fin du 4e épisode : Tel est pris qui croyait prendre, de la série : Les grandes erreurs militaires, sur Planète+.
- Diên Biên Phu, une bataille perdue d'avance  (2019), épisode 10 de la saison 3 de la série Points de repères.

#### Bande dessinée
- Rendez-vous avec X : Dien Bien Phu, de Dobbs et Mr Fab, cahier documentaire de Patrick Pesnot, Éditions Comix Buro, 2020  (ISBN 978-2-344--04064-5)
- Diên Biên Phu-1954, de Vivier et Rizzato, 2024

### Lexique
- 6e BPC : 6e bataillon de parachutistes coloniaux
- II/1er RCP : 2e bataillon du 1er régiment de chasseurs parachutistes
- 1er BPC : 1er bataillon de parachutistes coloniaux
- 1er BEP : 1er bataillon étranger de parachutistes
- 8e BPC : 8e bataillon de parachutistes de choc
- 5e BPVN : 5e bataillon de parachutistes vietnamiens
- III/13e DBLE : 3e bataillon de la 13e demi-brigade de Légion étrangère
- 11F : onzième flottille de l'Aéronavale, équipée d'une douzaine de Grumman Hellcat
- PA : point d’appui